# Relações internacionais (1814–1919)

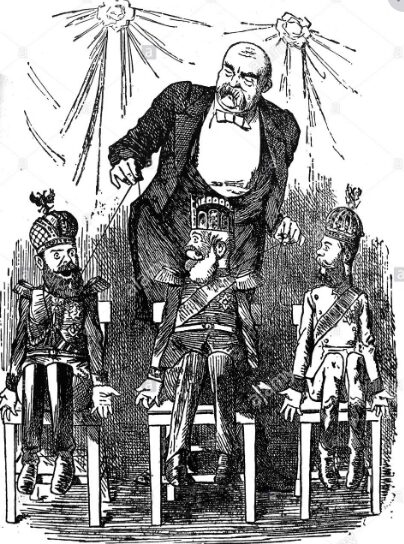
Bismarck manipula os três imperadores – Alexandre III da Rússia, Guilherme I da Alemanha e Francisco José da Áustria-Hungria – como marionetes de ventríloquo; John Tenniel 1884 PUNCH.

Este artigo abrange a diplomacia mundial e, de forma mais geral, as relações internacionais das grandes potências de 1814 a 1919. Esta era abrange o período desde o fim das Guerras Napoleônicas e o Congresso de Viena (1814–1815), até o fim da Primeira Guerra Mundial e a Conferência de Paz de Paris (1919–1920).
Temas importantes incluem a rápida industrialização e o crescente poder da Grã-Bretanha, Estados Unidos, França, Prússia / Alemanha e, mais tarde no período, Itália e Japão. Isso levou a competições imperialistas e colonialistas por influência e poder em todo o mundo, sendo a mais famosa a Disputa pela África nas décadas de 1880 e 1890; cujas reverberações ainda são generalizadas e consequentes no século XXI. A Grã-Bretanha estabeleceu uma rede econômica informal que, combinada com suas colônias e sua Marinha Real, a tornou a nação hegemônica até que seu poder foi desafiado pela Alemanha unida. Foi um século em grande parte pacífico, sem guerras entre as grandes potências, além do intervalo de 1853-1871, e algumas guerras entre a Rússia e o Império Otomano. Depois de 1900, houve uma série de guerras na região dos Bálcãs, que explodiram fora de controle na Primeira Guerra Mundial (1914–1918) — um evento extremamente devastador que foi inesperado em termos de tempo, duração, baixas e impacto a longo prazo.
Em 1814, os diplomatas reconheceram cinco grandes potências: França, Grã-Bretanha, Rússia, Áustria (em 1867–1918, Áustria-Hungria) e Prússia (em 1871–1918, o Império Alemão). A Itália foi adicionada a este grupo após sua unificação em 1860 ("Risorgimento"); em 1905, dois estados não europeus em rápido crescimento, Japão e Estados Unidos, juntaram-se às grandes potências. Romênia, Bulgária, Sérvia e Montenegro inicialmente operaram como vassalos autônomos, pois até 1878 e 1908 eles ainda eram legalmente parte do decadente Império Otomano, antes de ganhar sua independência.
Em 1914, na véspera da Primeira Guerra Mundial, havia dois grandes blocos na Europa: a Tríplice Entente formada pela França, Grã-Bretanha e Rússia e a Tríplice Aliança formada pela Alemanha, Áustria-Hungria e Itália. A Itália permaneceu neutra e se juntou à Entente em 1915, enquanto o Império Otomano e a Bulgária se juntaram às Potências Centrais. A neutralidade era a política da Bélgica, Países Baixos, Luxemburgo, Dinamarca, Suécia, Noruega, Grécia, Portugal, Espanha e Suíça.  A Primeira Guerra Mundial inesperadamente levou as capacidades militares, diplomáticas, sociais e econômicas das grandes potências aos seus limites. Alemanha, Áustria-Hungria, Império Otomano e Bulgária foram derrotados; a Alemanha perdeu seu status de grande potência, a Bulgária perdeu mais território e os outros foram divididos em coleções de estados. Os vencedores Grã-Bretanha, França, Itália e Japão ganharam assentos permanentes no conselho de governo da nova Liga das Nações. Os Estados Unidos, que deveriam ser o quinto membro permanente, decidiram operar de forma independente e nunca se juntaram à Liga.
Para os períodos seguintes, veja história diplomática da Primeira Guerra Mundial e relações internacionais (1919–1939).

## 1814–1830: Restauração e reação

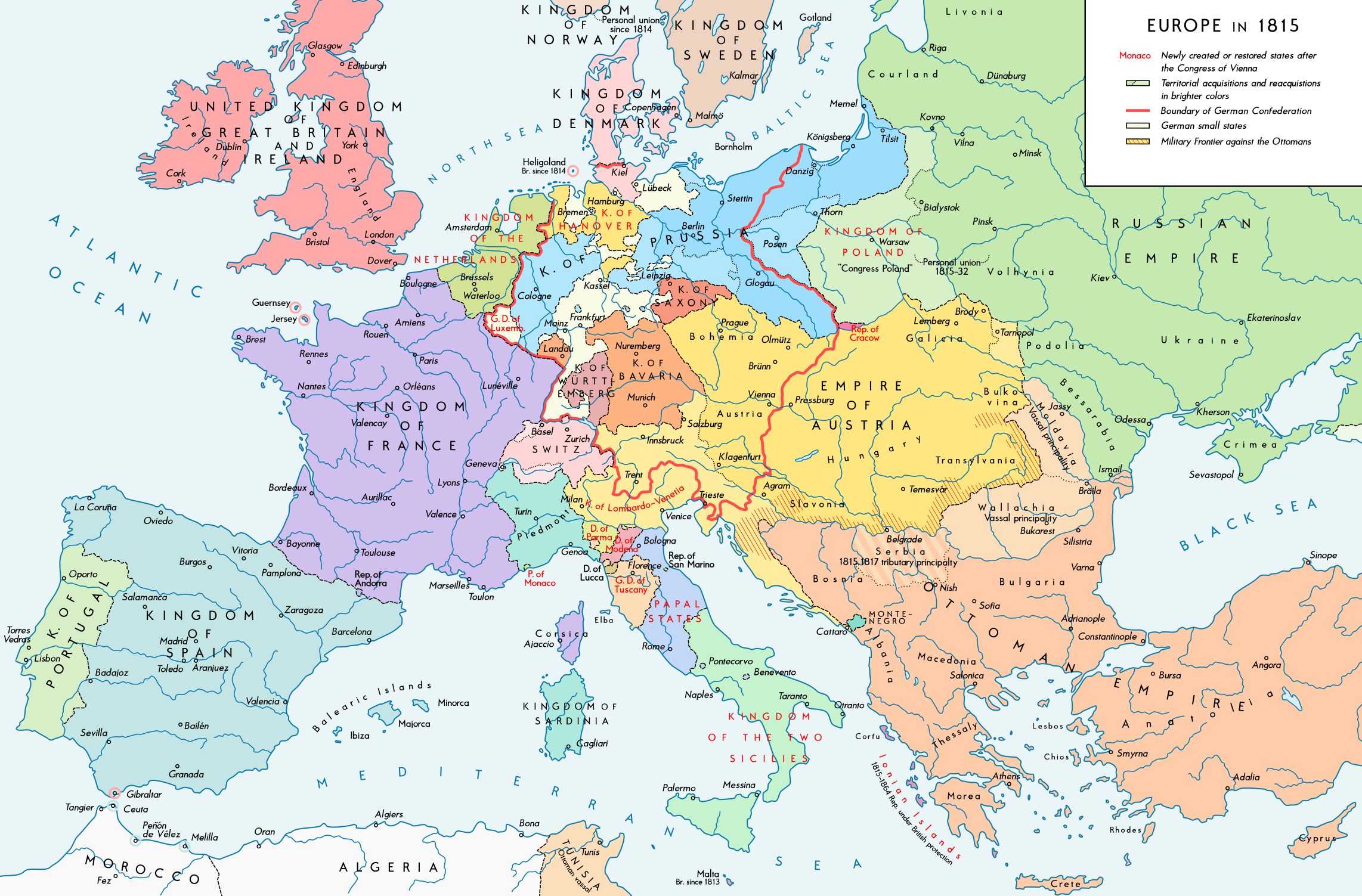
As fronteiras nacionais dentro da Europa, conforme estabelecidas pelo Congresso de Viena, 1815

À medida que as quatro maiores potências europeias (Grã-Bretanha, Prússia, Rússia e Áustria) que se opunham ao Império Francês nas Guerras Napoleônicas viam o poder de Napoleão entrar em colapso em 1814, começaram a planejar o mundo do pós-guerra. O Tratado de Chaumont de março de 1814 reafirmou decisões que já haviam sido tomadas e que seriam ratificadas pelo mais importante Congresso de Viena de 1814-15. Elas incluíam o estabelecimento de uma Confederação Germânica incluindo a Áustria e a Prússia (mais as terras tchecas), a divisão dos protetorados franceses e anexações em estados independentes, a restauração dos reis Bourbon da Espanha, a ampliação dos Países Baixos para incluir o que em 1830 se tornou a Bélgica moderna e a continuação dos subsídios britânicos aos seus aliados. O Tratado de Chaumont uniu as potências para derrotar Napoleão e se tornou a pedra angular do Concerto da Europa, que formou o equilíbrio de poder pelas próximas duas décadas.
Um objetivo da diplomacia ao longo do período era alcançar um "equilíbrio de poder", de modo que nenhuma ou duas potências fossem dominantes. Se uma potência obtivesse uma vantagem — por exemplo, vencendo uma guerra e adquirindo um novo território — seus rivais poderiam buscar "compensação" — isto é, ganhos territoriais ou de outra natureza, mesmo que não fizessem parte da guerra em primeiro lugar. O espectador poderia ficar furioso se o vencedor da guerra não fornecesse compensação suficiente. Por exemplo, em 1866, a Prússia e os Estados do norte da Alemanha que a apoiavam derrotaram a Áustria e seus aliados do sul da Alemanha, mas a França ficou furiosa por não ter recebido nenhuma compensação para equilibrar os ganhos prussianos.

### Congresso de Viena: 1814–1815
O Congresso de Viena (1814-1815) dissolveu as Guerras Napoleônicas e tentou restaurar as monarquias que Napoleão havia derrubado, inaugurando uma era de reação. Sob a liderança de Klemens von Metternich, o chanceler da Áustria (1809-1848), e Lord Castlereagh, o ministro das Relações Exteriores da Grã-Bretanha (1812-1822), o Congresso estabeleceu um sistema para preservar a paz. Sob o Concerto da Europa (ou "sistema do Congresso"), as principais potências europeias — Grã-Bretanha, Rússia, Prússia, Áustria e (após 1818) França — comprometeram-se a se reunir regularmente para resolver diferenças. Este plano foi o primeiro do tipo na história europeia e parecia prometer uma maneira de administrar coletivamente os assuntos europeus e promover a paz. Foi o precursor da Liga das Nações e das Nações Unidas. Alguns historiadores consideram que a versão mais formal do Concerto da Europa, que constituiu o rescaldo imediato do Congresso de Viena, entrou em colapso em 1823, enquanto outros historiadores consideram que o Concerto da Europa persistiu durante a maior parte do século XIX. O historiador Richard Langhorne considera que o Concerto governou as relações internacionais entre as potências europeias até à formação da Alemanha em 1871, e que os mecanismos do Concerto tiveram uma influência mais frouxa, mas detectável, na política internacional até ao início da Primeira Guerra Mundial.

Negociações no Congresso de Viena

O Congresso resolveu a crise polaco-saxônica em Viena e a questão da independência grega em Laibach (Liubliana). Realizaram-se três grandes congressos europeus. O Congresso de Aix-la-Chapelle (1818) pôs fim à ocupação militar de França e reduziu os 700 milhões de francos que os franceses eram obrigados a pagar como reparações. O czar Alexandre I da Rússia propôs a formação de uma aliança inteiramente nova, para incluir todos os signatários dos tratados de Viena, para garantir a soberania, a integridade territorial e a preservação dos governos de todos os membros desta nova coligação. O czar propôs ainda um exército internacional, com o Exército Imperial Russo como núcleo, para fornecer os meios necessários para intervir em qualquer país que necessitasse. Lord Castlereagh viu isto como um compromisso altamente indesejável com políticas reacionárias. Recuou perante a ideia de exércitos russos marcharem pela Europa para reprimir revoltas populares. Além disso, admitir todos os países mais pequenos criaria intriga e confusão. A Grã-Bretanha recusou-se a participar, pelo que a ideia foi abandonada.
As outras reuniões revelaram-se sem sentido, uma vez que cada nação percebeu que os Congressos não eram vantajosos para si, onde as disputas eram resolvidas com um grau decrescente de eficácia.
Para alcançar uma paz duradoura, o Concerto da Europa tentou manter o equilíbrio de poder. Até a década de 1860, os limites territoriais estabelecidos no Congresso de Viena foram mantidos e, ainda mais importante, houve uma aceitação do tema do equilíbrio sem grandes agressões. Caso contrário, o sistema do Congresso havia "falhado" em 1823. Em 1818, os britânicos decidiram não se envolver em questões continentais que não os afetassem diretamente. Eles rejeitaram o plano do czar Alexandre I de suprimir futuras revoluções. O sistema do Concerto desmoronou à medida que os objetivos comuns das grandes potências foram substituídos por crescentes rivalidades políticas e econômicas. Artz diz que o Congresso de Verona em 1822 "marcou o fim". Não houve nenhum Congresso convocado para restaurar o antigo sistema durante as grandes revoltas revolucionárias de 1848 com suas demandas por revisão das fronteiras do Congresso de Viena ao longo das linhas nacionais. As monarquias conservadoras formaram a nominal Santa Aliança. Esta aliança fragmentou-se na década de 1850 devido às crises no Império Otomano, descritas como a Questão Oriental.

### Políticas britânicas
A política externa britânica foi definida por George Canning (1822-1827), que evitou a cooperação estreita com outras potências. A Grã-Bretanha, com sua Marinha Real incontestável e crescente riqueza financeira e força industrial, construiu sua política externa no princípio de que nenhum estado deveria ter permissão para dominar o continente. Queria apoiar o Império Otomano como um baluarte contra o expansionismo russo. Opôs-se a intervenções destinadas a suprimir a democracia liberal e estava especialmente preocupada com o fato de a França e a Espanha planejarem suprimir o movimento de independência em andamento na América Latina. Canning cooperou com os Estados Unidos para promulgar a Doutrina Monroe para preservar os estados latino-americanos recém-independentes. Seu objetivo era impedir o domínio francês e permitir que os comerciantes britânicos tivessem acesso aos mercados em abertura.

### Abolição do tráfico internacional de escravos
Um importante avanço liberal foi a abolição do comércio internacional de escravos. Começou com a legislação na Grã-Bretanha e nos Estados Unidos em 1807, que foi cada vez mais aplicada nas décadas subsequentes pelas patrulhas da Marinha Real Britânica em toda a África. A Grã-Bretanha negociou tratados ou coagiu outras nações a concordar. O resultado foi uma redução de mais de 95% no volume do comércio de escravos da África para o Novo Mundo. Cerca de 1000 escravos por ano eram trazidos ilegalmente para os Estados Unidos, bem como alguns para Cuba espanhola e o Império do Brasil. A escravidão foi abolida no Império Britânico em 1833, na República Francesa em 1848, nos Estados Unidos em 1865 e no Brasil em 1888.

### Espanha perde suas colônias

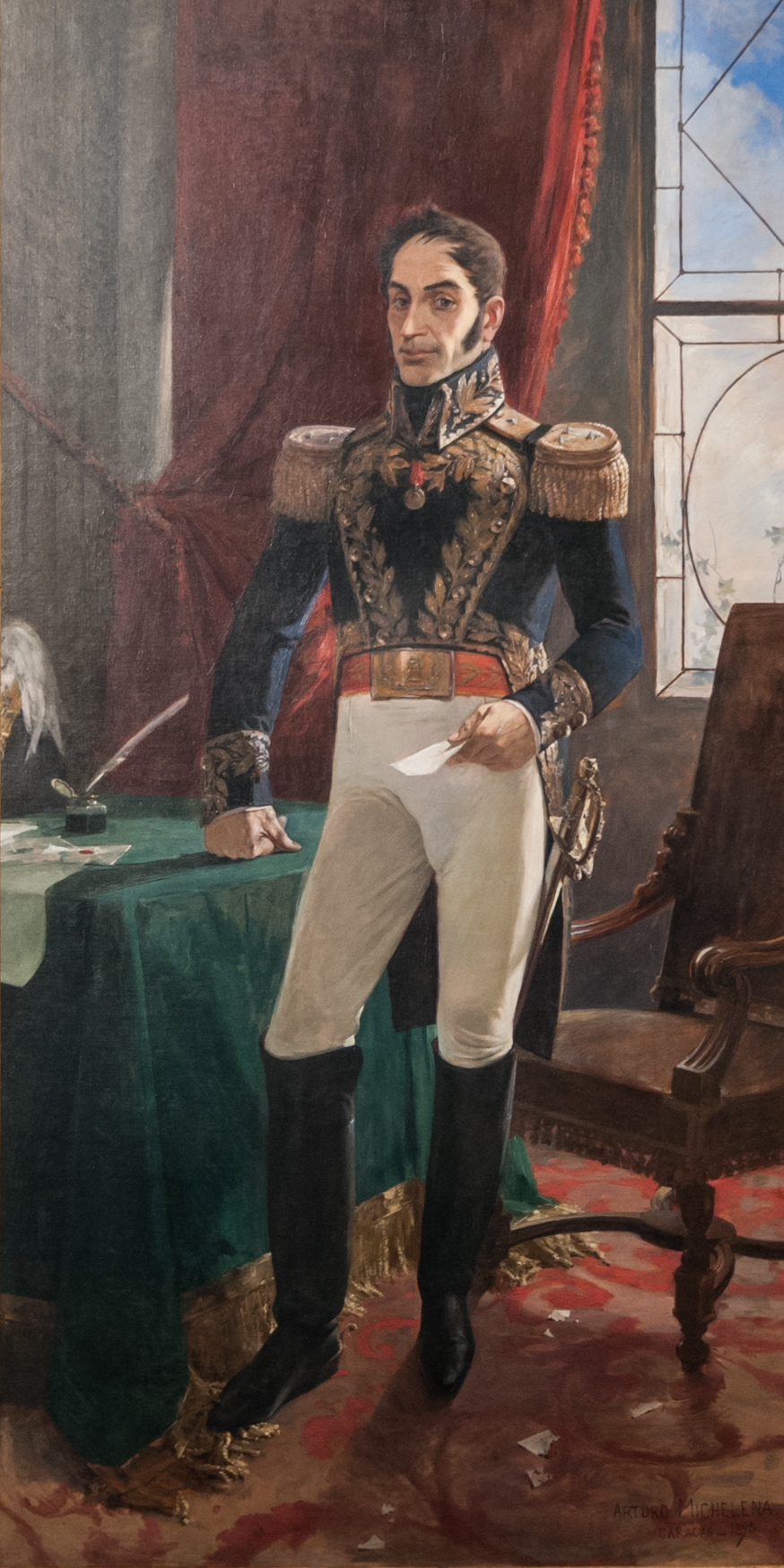
General Simón Bolívar, (1783-1830), um líder da independência na América Latina

A Espanha esteve em guerra com a Grã-Bretanha de 1798 a 1808, e a Marinha Real Britânica cortou os contatos da Espanha com suas colônias. O comércio era administrado por comerciantes neutros americanos e holandeses. As colônias estabeleceram governos temporários ou juntas que eram efetivamente independentes do Império Espanhol. A divisão explodiu entre os espanhóis que nasceram na Espanha (chamados peninsulares) versus aqueles de ascendência espanhola nascidos na Nova Espanha (chamados criollos em espanhol ou "crioulos" em inglês). Os dois grupos lutaram pelo poder, com os criollos liderando o apelo pela independência e eventualmente conquistando essa independência. A Espanha perdeu todas as suas colônias americanas, exceto Cuba e Porto Rico, em uma série complexa de revoltas de 1808 a 1826.
Múltiplas revoluções na América Latina permitiram que a região se libertasse da metrópole. Repetidas tentativas de retomar o controle fracassaram, pois a Espanha não teve ajuda de potências europeias. De fato, a Grã-Bretanha e os Estados Unidos se opuseram à Espanha, impondo a Doutrina Monroe. Comerciantes e banqueiros britânicos assumiram um papel dominante na América Latina. Em 1824, os exércitos dos generais José de San Martín, da Argentina, e Simón Bolívar, da Venezuela, derrotaram as últimas forças espanholas; a derrota final ocorreu na Batalha de Ayacucho, no sul do Peru.
Após a perda de suas colônias, a Espanha desempenhou um papel menor nos assuntos internacionais. A Espanha manteve Cuba, que se revoltou repetidamente em três guerras de independência, culminando na Guerra de Independência de Cuba. Os Estados Unidos exigiram reformas da Espanha, que a Espanha recusou. Os EUA intervieram pela guerra em 1898. Vencendo facilmente, os EUA tomaram Cuba e lhe deram independência parcial. Os EUA também tomaram as colônias espanholas das Filipinas e Guam. Embora ainda tivesse pequenas propriedades coloniais no Norte da África e na Guiné Equatorial, o papel da Espanha nos assuntos internacionais estava essencialmente encerrado.

### Independência da Grécia: 1821–1833

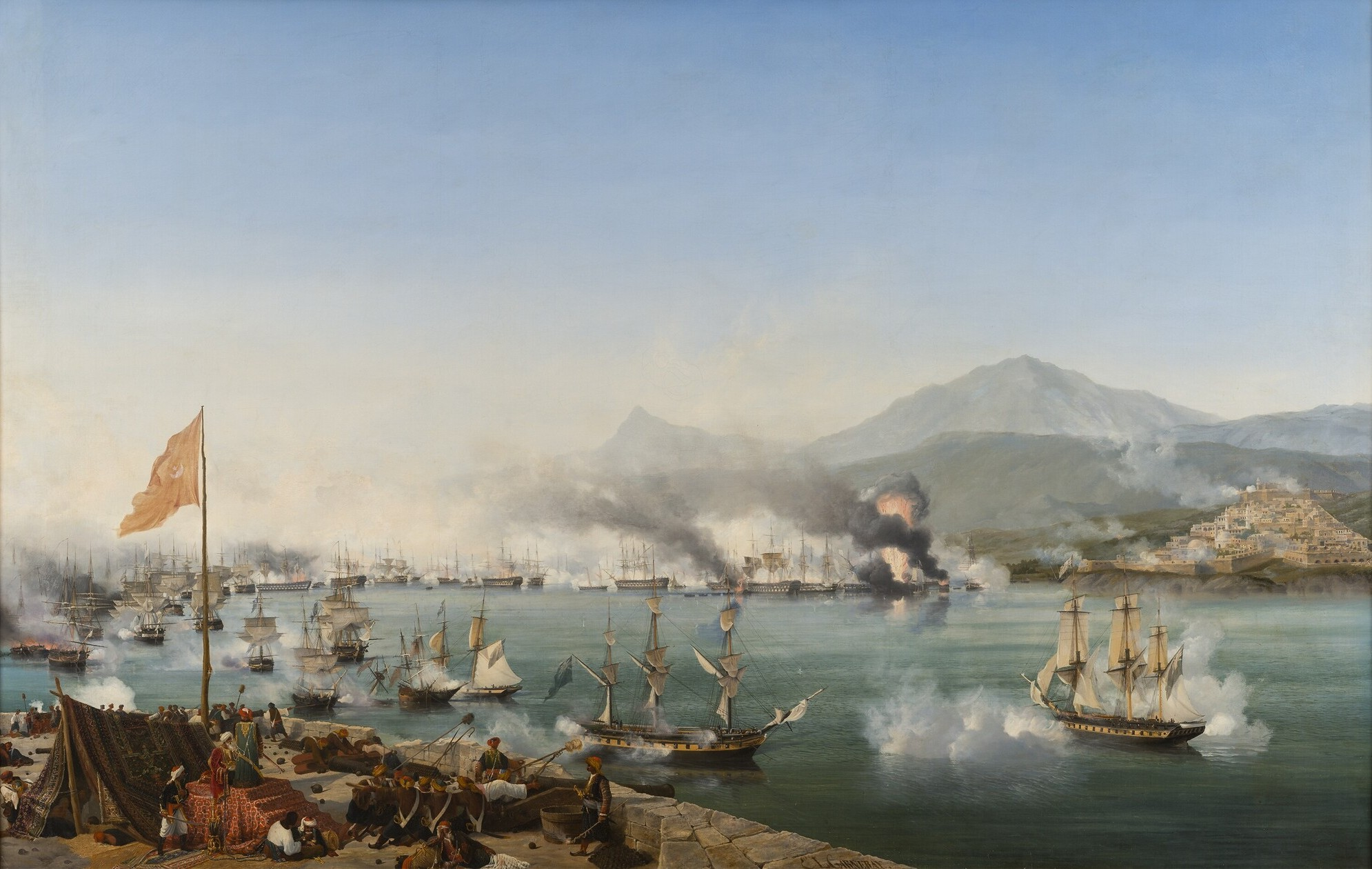
Vitória aliada em Navarino (1827)

A Guerra da Independência Grega foi o maior conflito militar da década de 1820. As Grandes Potências apoiaram os gregos, mas não queriam que o Império Otomano fosse destruído. A Grécia seria inicialmente um estado autônomo sob a suserania otomana, mas em 1832, no Tratado de Constantinopla, foi reconhecida como um reino totalmente independente.

A evolução territorial da Grécia desde a sua independência em 1832 até 1947

Após algum sucesso inicial, os rebeldes gregos foram assolados por disputas internas. Os otomanos, com grande ajuda do Egito, cruelmente esmagaram a rebelião e puniram duramente os gregos. As preocupações humanitárias na Europa foram indignadas, como tipificado pelo poeta inglês Lord Byron. O contexto da intervenção das três grandes potências foi a expansão de longa data da Rússia às custas do decadente Império Otomano. No entanto, as ambições da Rússia na região foram vistas como uma grande ameaça geoestratégica pelas outras potências europeias. A Áustria temia que a desintegração do Império Otomano desestabilizasse suas fronteiras ao sul. A Rússia deu forte apoio emocional aos gregos cristãos ortodoxos. Os britânicos foram motivados pelo forte apoio público aos gregos. Temendo uma ação unilateral russa em apoio aos gregos, a Grã-Bretanha e a França vincularam a Rússia por tratado a uma intervenção conjunta que visava garantir a autonomia grega, preservando ao mesmo tempo a integridade territorial otomana como um controle sobre a Rússia.
As potências concordaram, pelo Tratado de Londres (1827), em forçar o governo otomano a conceder autonomia aos gregos dentro do império e enviaram esquadrões navais para a Grécia para impor sua política. A decisiva vitória naval dos Aliados na Batalha de Navarino quebrou o poder militar dos otomanos e seus aliados egípcios. A vitória salvou a incipiente República Grega do colapso. Mas foram necessárias mais duas intervenções militares, pela Rússia na forma da Guerra Russo-Turca de 1828-1829 e por uma força expedicionária francesa ao Peloponeso para forçar a retirada das forças otomanas do centro e sul da Grécia e finalmente garantir a independência grega.

## Viagens, comércio e comunicações
O mundo tornou-se muito menor à medida que as viagens de longa distância e as comunicações melhoraram drasticamente. A cada década, havia mais navios, mais destinos programados, viagens mais rápidas e tarifas mais baixas para passageiros e mercadorias. Isso facilitou o comércio internacional e a organização internacional. Após 1860, a enorme expansão da produção de trigo nos Estados Unidos inundou o mercado mundial, reduzindo os preços em 40% e (junto com a expansão do cultivo local de batata) fez uma grande contribuição para o bem-estar nutricional dos pobres.

### Viagens

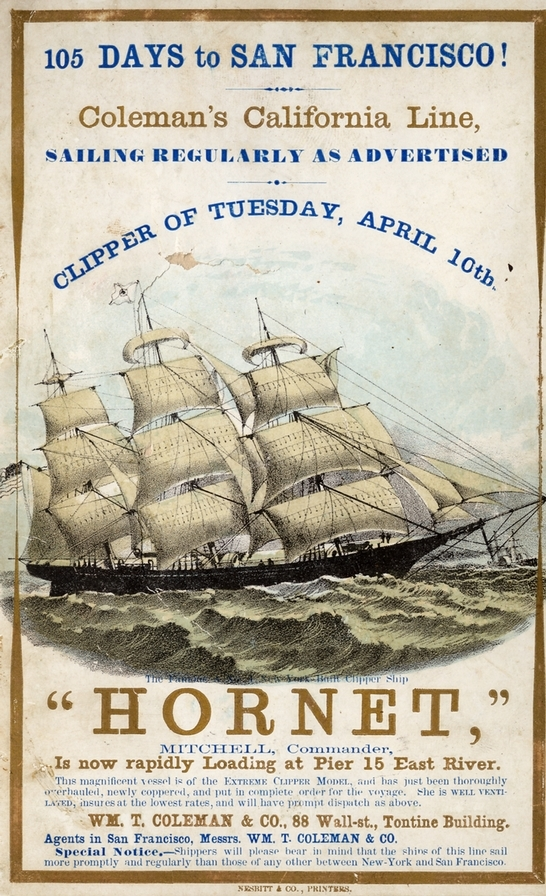
Hornet – um navio clipper americano da década de 1850

Os cabos telegráficos submarinos ligavam as principais nações comerciais do mundo na década de 1860.
Os navios de carga à vela eram lentos; a velocidade média de todas as viagens de longa distância do Mediterrâneo para a Palestina era de apenas 2,8 nós. Os navios de passageiros alcançavam maior velocidade sacrificando o espaço de carga. Os recordes de navios à vela eram detidos pelo clipper, um navio à vela muito rápido da era de 1843-1869. Os clippers eram estreitos para seu comprimento, podiam transportar carga a granel limitada, pequenos para os padrões do final do século XIX e tinham uma grande área total de vela. Sua velocidade média era de seis nós e eles transportavam passageiros por todo o mundo, principalmente nas rotas comerciais entre a Grã-Bretanha e suas colônias no leste, no comércio transatlântico e na rota de Nova York a São Francisco ao redor do Cabo Horn durante a Corrida do Ouro na Califórnia. O transatlântico a vapor, muito mais rápido e com casco de ferro, tornou-se o modo dominante de transporte de passageiros da década de 1850 à década de 1950. Ele usava carvão e precisava de muitas estações de abastecimento de carvão. Depois de 1900, o petróleo substituiu o carvão e não exigiu reabastecimento frequente.

### Transporte
As taxas de frete no tráfego oceânico permaneceram estáveis no século XVIII até cerca de 1840, e então começaram uma rápida queda. Os britânicos dominaram as exportações mundiais, e as taxas para o frete britânico caíram 70% de 1840 a 1910. O Canal de Suez reduziu o tempo de transporte de Londres para a Índia em um terço quando foi inaugurado em 1869. O mesmo navio podia fazer mais viagens em um ano, então podia cobrar menos e transportar mais mercadorias a cada ano.
A inovação tecnológica era constante. Cascos de ferro substituíram a madeira em meados do século; depois de 1870, o aço substituiu o ferro. Demorou muito mais para as máquinas a vapor substituírem as velas. Observe o veleiro em frente ao Lusitania na fotografia acima. O vento era livre e podia mover o navio a uma velocidade média de 2 a 3 nós, a menos que estivesse em calmaria. O carvão era caro e exigia estações de abastecimento de carvão ao longo da rota. Uma solução comum era um navio mercante confiar principalmente em suas velas e usar a máquina a vapor apenas como reserva. As primeiras máquinas a vapor eram muito ineficientes, usando uma grande quantidade de carvão. Para uma viagem oceânica na década de 1860, metade do espaço de carga era destinado ao carvão. O problema era especialmente agudo para navios de guerra, porque seu alcance de combate usando carvão era estritamente limitado. Somente o Império Britânico tinha uma rede de estações de abastecimento de carvão que permitia um escopo global para a Marinha Real. A melhoria constante deu origem a motores compostos de alta potência que eram muito mais eficientes. As caldeiras e os pistões eram construídos em aço, que podia suportar pressões muito mais elevadas do que o ferro. Foram inicialmente utilizados para cargas de alta prioridade, como correio e passageiros. A chegada da turbina a vapor por volta de 1907 melhorou drasticamente a eficiência, e o uso crescente de petróleo após 1910 significou que muito menos espaço de carga teve de ser dedicado ao abastecimento de combustível.

### Comunicações
Na década de 1850, ferrovias e linhas telegráficas conectavam todas as principais cidades da Europa Ocidental, bem como aquelas dentro dos Estados Unidos. Em vez de reduzir significativamente a necessidade de viagens, o telégrafo tornou as viagens mais fáceis de planejar e substituiu o lento serviço de correio de longa distância. Cabos submarinos foram instalados para conectar os continentes por telégrafo, o que era uma realidade na década de 1860.

## 1830–Década de 1850
A Grã-Bretanha continuou sendo a potência mais importante, seguida pela Rússia, França, Prússia e Áustria. Os Estados Unidos cresciam rapidamente em tamanho, população e poder econômico, especialmente após a derrota do México em 1848. Embora os EUA tenham obtido sucesso geral em seus esforços para evitar conflitos internacionais, a questão da escravidão tornou-se cada vez mais controversa internamente.

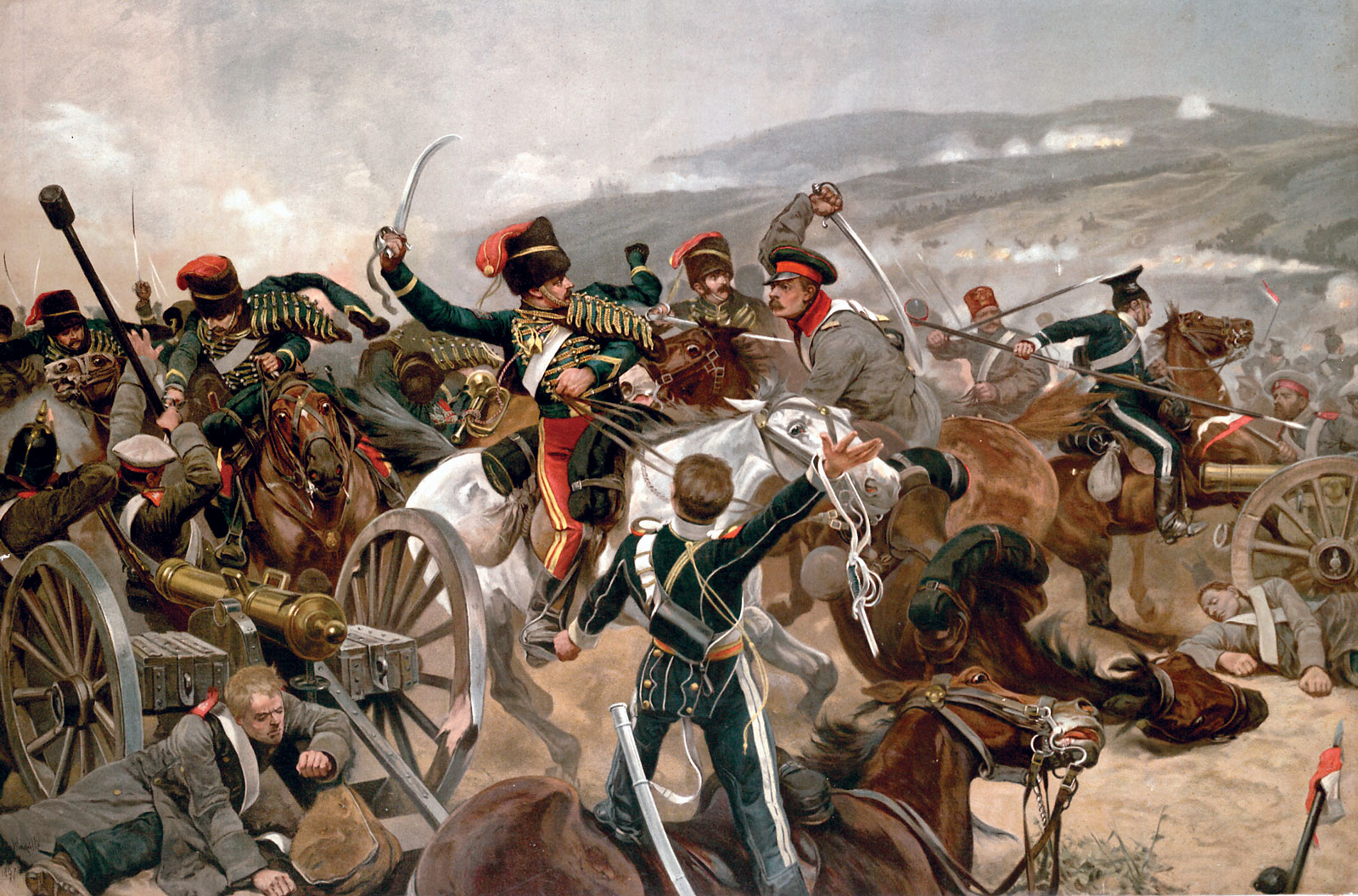
Cavalaria britânica atacando as forças russas em Balaclava, 1854

A Guerra da Crimeia (1853-1856) foi o único conflito em larga escala entre grandes potências durante esse período. Tornou-se notória por suas baixas muito altas e impacto muito pequeno a longo prazo. A Grã-Bretanha fortaleceu seu sistema colonial, especialmente no Raj Britânico (Índia), enquanto a França reconstruiu suas colônias na Ásia e no Norte da África. A Rússia continuou sua expansão para o sul (em direção à Pérsia) e para o leste (na Sibéria). O Império Otomano enfraqueceu constantemente, perdendo o controle em partes dos Bálcãs para os novos estados da Grécia e da Sérvia.
No Tratado de Londres, assinado em 1839, as Grandes Potências garantiram a neutralidade da Bélgica. Sua importância atingiu o auge em 1914, quando a Alemanha invadiu a Bélgica na tentativa de flanquear e derrotar os franceses. Os alemães rejeitaram o acordo (que antecedeu a formação da Alemanha Imperial) como um "pedaço de papel", desafiando o ultimato britânico de retirada do território belga, levando imediatamente o Reino Unido a declarar guerra à Alemanha.

### Políticas britânicas
A revogação pela Grã-Bretanha, em 1846, da tarifa sobre a importação de alimentos, chamada de Leis do Milho, marcou uma grande virada que fez do livre comércio a política nacional da Grã-Bretanha até o século XX. A revogação demonstrou o poder dos interesses industriais da "escola de Manchester" sobre os interesses agrícolas protecionistas.
De 1830 a 1865, com algumas interrupções, Lord Palmerston definiu a política externa britânica. Ele tinha seis objetivos principais que perseguia: primeiro, defendia os interesses britânicos sempre que pareciam ameaçados e mantinha o prestígio da Grã-Bretanha no exterior. Segundo, era mestre em usar a mídia para ganhar apoio público de todas as classes da sociedade. Terceiro, promoveu a disseminação de governos liberais constitucionais como na Grã-Bretanha, seguindo o modelo da Lei de Reforma de 1832. Portanto, acolheu revoluções liberais como na França (1830) e na Grécia (1843). Quarto, promoveu o nacionalismo britânico, buscando vantagens para sua nação, como na revolta belga de 1830 e na unificação italiana de 1861. Evitou guerras e operou com apenas um exército britânico muito pequeno. Sentia que a melhor maneira de promover a paz era manter um equilíbrio de poder para impedir que qualquer nação — especialmente a França ou a Rússia — dominasse a Europa.
Palmerston cooperou com a França quando necessário para o equilíbrio de poder, mas não fez alianças permanentes com ninguém. Ele tentou manter nações autocráticas como a Rússia e a Áustria sob controle; ele apoiou regimes liberais porque eles levaram a uma maior estabilidade no sistema internacional. No entanto, ele também apoiou o autocrático Império Otomano porque ele bloqueou a expansão russa. Em segundo lugar em importância para Palmerston estava Lord Aberdeen, um diplomata, ministro das Relações Exteriores e primeiro-ministro. Antes do desastre da Guerra da Crimeia que encerrou sua carreira, ele obteve vários triunfos diplomáticos, começando em 1813-1814, quando como embaixador no Império Austríaco negociou as alianças e o financiamento que levaram à derrota de Napoleão. Em Paris, ele normalizou as relações com o recém-restaurado governo Bourbon e convenceu seu governo de que eles eram confiáveis. Ele trabalhou bem com os principais diplomatas europeus, como seus amigos Klemens von Metternich em Viena e François Guizot em Paris. Ele trouxe a Grã-Bretanha para o centro da diplomacia continental em questões críticas, como as guerras locais na Grécia, Portugal e Bélgica. Os problemas latentes com os Estados Unidos foram encerrados ao comprometer a disputa de fronteira no Maine, que deu a maior parte das terras aos americanos, mas deu ao Canadá uma ligação estrategicamente importante a um porto de águas quentes. Aberdeen desempenhou um papel central na provocação e vitória das Guerras do Ópio contra a China, ganhando o controle de Hong Kong no processo.

### Revolução Belga

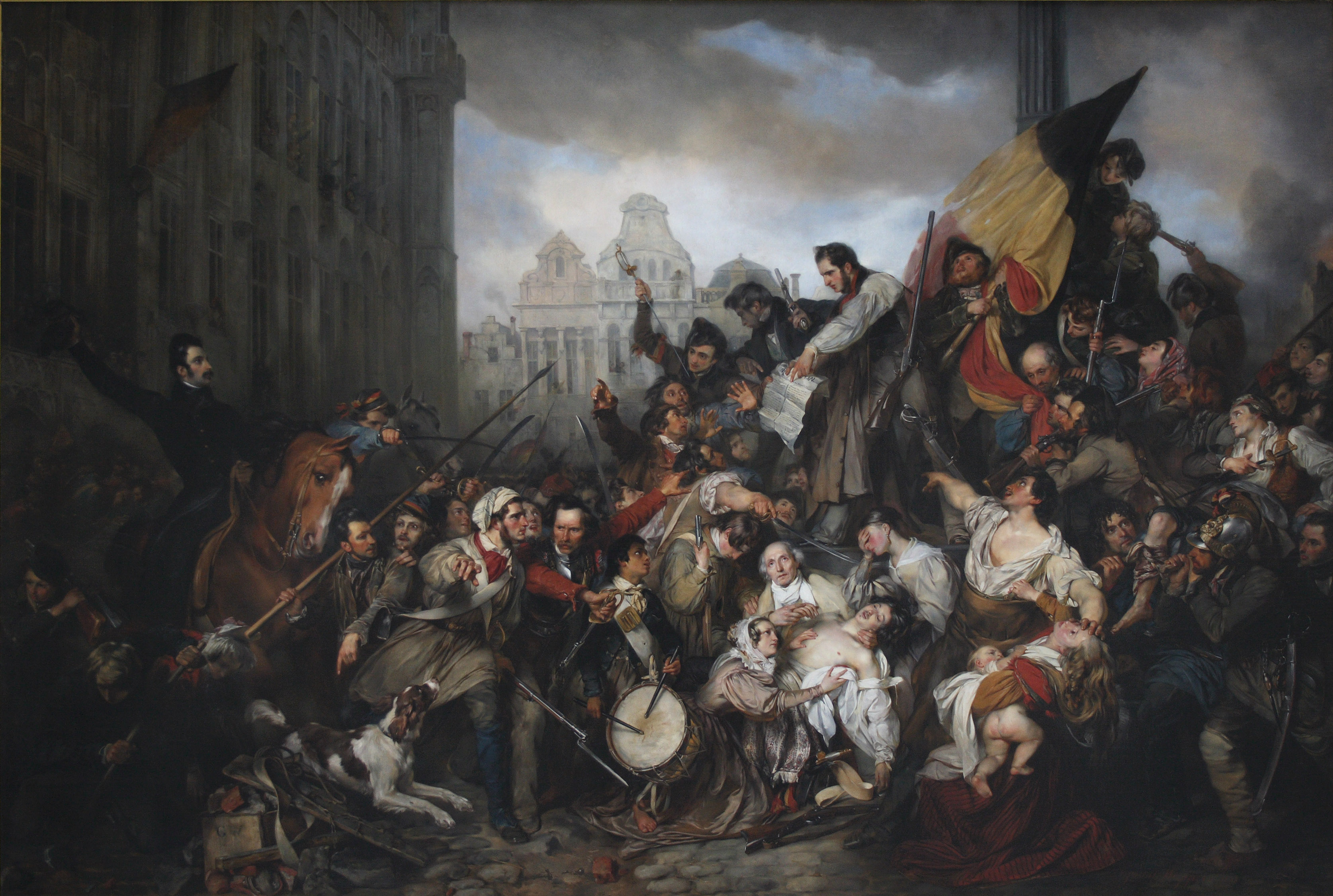
Episódio da Revolução Belga de 1830, de Gustaf Wappers (1834)

A Bélgica católica em 1830 rompeu com o protestantismo do Reino Unido dos Países Baixos e estabeleceu um Reino da Bélgica independente. Os liberais e católicos do sul (principalmente francófonos) uniram-se contra o governo autocrático do rei Guilherme I e os esforços para colocar a educação holandesa em pé de igualdade com a francesa (nas partes do sul do reino). Havia altos níveis de desemprego e agitação industrial entre as classes trabalhadoras. Houve combates em pequena escala, mas levou anos até que os Países Baixos finalmente reconhecessem a derrota. Em 1839, os holandeses aceitaram a independência belga assinando o Tratado de Londres. As grandes potências garantiram a independência belga.

### Revoluções de 1848
As Revoluções de 1848 foram uma série de revoltas políticas descoordenadas por toda a Europa em 1848. Elas tentaram derrubar monarquias reacionárias. Esta foi a onda revolucionária mais disseminada da história europeia. Alcançou a maior parte da Europa, mas foi muito menos contundente nas Américas, Grã-Bretanha e Bélgica, onde o liberalismo estava recentemente estabelecido. No entanto, as forças reacionárias prevaleceram, especialmente com a ajuda russa, e muitos rebeldes se exilaram. Houve algumas reformas sociais.
As revoluções eram essencialmente liberais democráticas por natureza, com o objetivo de remover as antigas estruturas monárquicas e criar estados-nação independentes. As revoluções se espalharam pela Europa após uma revolução inicial iniciada na França em fevereiro. Mais de 50 países foram afetados. As ideias liberais estavam no ar há uma década e os ativistas de cada país se baseavam no patrimônio comum, mas não formavam vínculos diretos com revolucionários em países vizinhos.
Os principais fatores contribuintes foram a insatisfação generalizada com a antiga liderança política estabelecida, as demandas por mais participação no governo e na democracia, as demandas por liberdade de imprensa, outras demandas feitas pela classe trabalhadora, o aumento do nacionalismo e o reagrupamento das forças governamentais estabelecidas. O liberalismo nessa época significava a substituição de governos autocráticos por estados constitucionais sob o domínio da lei. Tornou-se o credo da burguesia, mas eles não estavam no poder. Foi o principal fator na França. O principal fator nos estados alemão, italiano e austríaco foi o nacionalismo. Estimulado pelo movimento romântico, o nacionalismo despertou numerosos grupos étnicos/linguísticos em seu passado comum. Alemães e italianos viviam sob vários governos e exigiam estar unidos em seu próprio estado nacional. Em relação ao Império Austríaco, as muitas etnias suprimidas pelo domínio estrangeiro - especialmente os húngaros - lutaram por uma revolução.
As revoltas foram lideradas por coligações temporárias de reformadores, classes médias e trabalhadores, que não se mantiveram unidas por muito tempo. O início foi na França, onde grandes multidões forçaram o rei Luís Filipe I a abdicar. Por toda a Europa, veio a repentina percepção de que era de fato possível destruir uma monarquia. Dezenas de milhares de pessoas foram mortas e muitas outras foram forçadas ao exílio. Reformas duradouras significativas incluíram a abolição da servidão na Áustria e na Hungria, o fim da monarquia absoluta na Dinamarca e a introdução da democracia representativa na Holanda. As revoluções foram mais importantes na França, na Holanda, nos estados da Confederação Germânica, na Itália e no Império Austríaco.
As forças reacionárias acabaram por prevalecer, auxiliadas pela intervenção militar russa na Hungria e pelas fortes aristocracias tradicionais e igrejas estabelecidas. A onda revolucionária foi repentina e inesperada, apanhando as forças tradicionais desprevenidas. Mas os revolucionários também não estavam preparados – não tinham planos de como manter o poder quando este subitamente estava nas suas mãos, e discutiam sem parar. A reação veio muito mais gradualmente, mas os aristocratas tinham as vantagens de vasta riqueza, grandes redes de contactos, muitos súbditos subservientes e o objetivo específico em mente de regressar ao antigo status quo.

### Império Otomano
O Império Otomano esteve apenas brevemente envolvido nas Guerras Napoleônicas através da campanha francesa no Egito e na Síria, 1798-1801. Não foi convidado para a Conferência de Viena. Durante este período, o Império enfraqueceu militarmente e perdeu a maior parte de suas possessões na Europa (começando pela Grécia) e no Norte da África (começando pelo Egito). Seu maior inimigo era a Rússia, enquanto seu principal apoiador era a Grã-Bretanha.
À medida que o século XIX avançava, o Império Otomano enfraqueceu militar e economicamente. Perdeu cada vez mais o controle sobre os governos locais, especialmente na Europa. Começou a tomar empréstimos de grandes somas e faliu em 1875. A Grã-Bretanha tornou-se cada vez mais sua principal aliada e protetora, chegando a lutar na Guerra da Crimeia contra a Rússia na década de 1850 para ajudá-la a sobreviver. Três líderes britânicos desempenharam papéis importantes. Lord Palmerston, que na era de 1830-1865 considerou o Império Otomano um componente essencial no equilíbrio de poder, foi o mais favorável a Constantinopla. William Gladstone, na década de 1870, procurou construir um Concerto da Europa que apoiasse a sobrevivência do império. Nas décadas de 1880 e 1890, Lord Salisbury contemplou um desmembramento ordenado dele, de forma a reduzir a rivalidade entre as grandes potências. A Conferência de Berlim sobre África de 1884 foi, com exceção da fracassada Conferência de Haia de 1899, a última grande cimeira política internacional antes de 1914. Gladstone foi o único a defender uma ação concertada em vez de uma ação individual relativamente à administração interna do Egipto, à reforma do Império Otomano e à abertura de África. Bismarck e Lord Salisbury rejeitaram a posição de Gladstone e foram mais representativos do consenso.

#### Independência da Sérvia

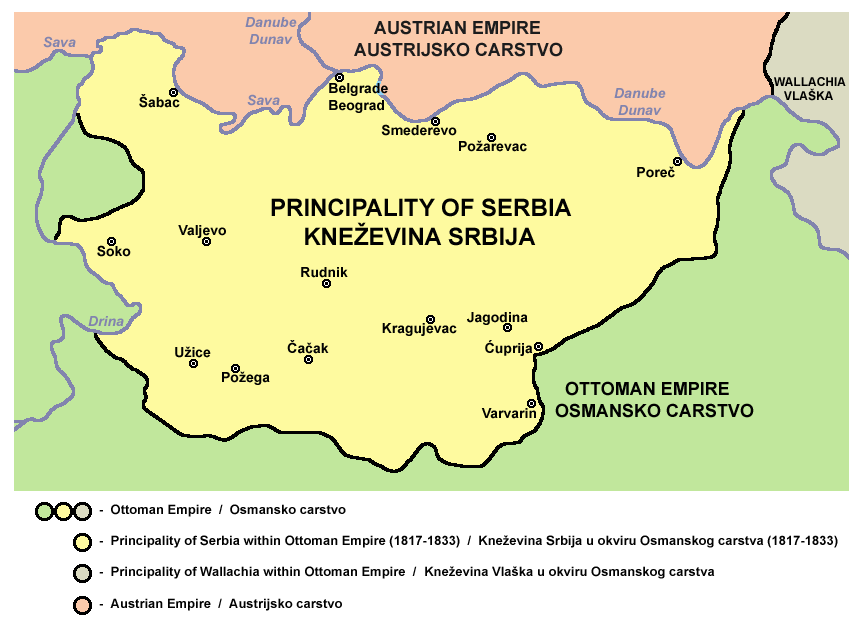
O Principado da Sérvia em 1817

Uma revolta bem-sucedida contra os otomanos marcou a fundação da Sérvia moderna. A Revolução Sérvia ocorreu entre 1804 e 1835, quando este território evoluiu de uma província otomana para uma monarquia constitucional e uma Sérvia moderna. A primeira parte do período, de 1804 a 1815, foi marcada por uma luta violenta pela independência com duas revoltas armadas. O período posterior (1815-1835) testemunhou uma consolidação pacífica do poder político da Sérvia cada vez mais autônoma, culminando no reconhecimento do direito ao governo hereditário pelos príncipes sérvios em 1830 e 1833 e na expansão territorial da jovem monarquia. A adoção da primeira Constituição escrita em 1835 aboliu o feudalismo e a servidão.

#### Guerra da Crimeia
A Guerra da Crimeia (1853-1856) foi travada entre a Rússia, de um lado, e uma aliança da Grã-Bretanha, França, Sardenha e o Império Otomano, do outro. A Rússia foi derrotada.
Em 1851, a França sob o presidente Luís Napoleão Bonaparte obrigou a Sublime Porta (o governo otomano) a reconhecê-la como protetora dos locais cristãos na Terra Santa. A Rússia denunciou essa reivindicação, uma vez que afirmava ser a protetora de todos os cristãos ortodoxos orientais no Império Otomano. A França enviou sua frota para o Mar Negro; a Rússia respondeu com sua própria demonstração de força. Em 1853, a Rússia enviou tropas para os Principados Danubianos da Moldávia e Valáquia. A Grã-Bretanha, agora temendo pela segurança do Império Otomano, enviou uma frota para se juntar aos franceses, esperando que os russos recuassem. Os esforços diplomáticos falharam. O sultão declarou guerra à Rússia em outubro de 1853. Após um desastre naval otomano em novembro, a Grã-Bretanha e a França declararam guerra à Rússia. A maioria das batalhas ocorreu na península da Crimeia, que os Aliados finalmente tomaram.

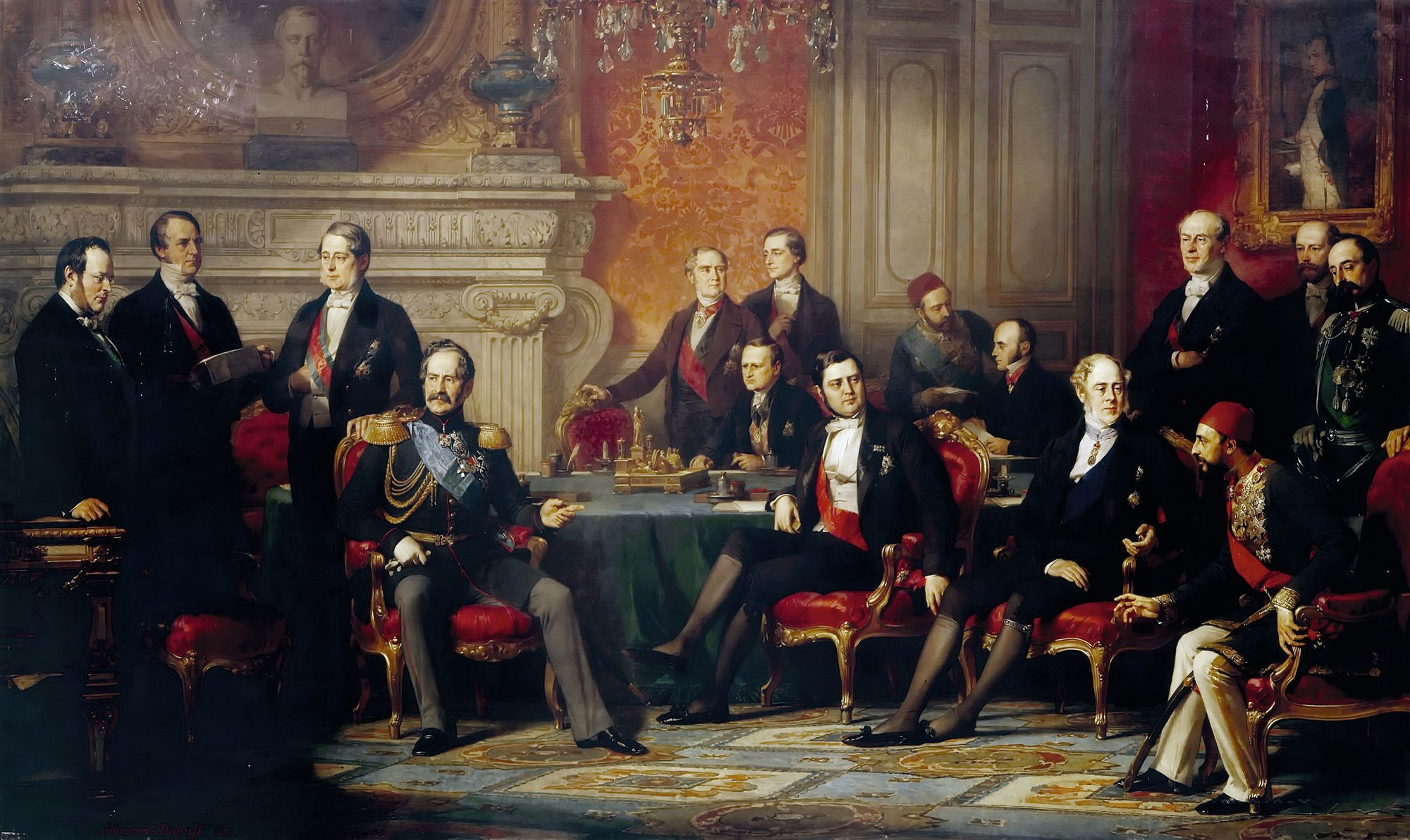
Diplomatas no Congresso de Paris, 1856, resolveram a Guerra da Crimeia. O Congresso de Paris, por Edouard Louis Dubufe

A Rússia foi derrotada e forçada a aceitar o Tratado de Paris, assinado em 30 de março de 1856, encerrando a guerra. As potências prometeram respeitar a independência otomana e a integridade territorial. A Rússia cedeu um pouco de terra e renunciou à sua reivindicação de um protetorado sobre os cristãos nos domínios otomanos. Em um grande golpe para o poder e prestígio russos, o Mar Negro foi desmilitarizado e uma comissão internacional foi criada para garantir a liberdade de comércio e navegação no rio Danúbio. A Moldávia e a Valáquia permaneceram sob o domínio nominal otomano, mas receberiam constituições independentes e assembleias nacionais.
Foram estabelecidas novas regras para o comércio em tempo de guerra: (1) o corso era ilegal; (2) uma bandeira neutra cobria os bens inimigos, exceto o contrabando; (3) os bens neutros, exceto o contrabando, não eram passíveis de captura sob uma bandeira inimiga; (4) um bloqueio, para ser legal, tinha de ser eficaz.
A guerra ajudou a modernizar a guerra introduzindo novas tecnologias importantes, como ferrovias, telégrafo e métodos modernos de enfermagem. A longo prazo, a guerra marcou uma virada na política interna e externa russa. O Exército Imperial Russo demonstrou sua fraqueza, sua liderança fraca e sua falta de armas e tecnologia modernas. A fraca economia da Rússia não foi capaz de sustentar totalmente suas aventuras militares, então, no futuro, redirecionou sua atenção para áreas muçulmanas muito mais fracas na Ásia Central e deixou a Europa sozinha. Os intelectuais russos usaram a derrota humilhante para exigir uma reforma fundamental do governo e do sistema social. A guerra enfraqueceu a Rússia e a Áustria, de modo que não puderam mais promover a estabilidade. Isso abriu caminho para Napoleão III, Camillo Benso, Conde de Cavour (na Itália) e Otto von Bismarck (na Alemanha) lançarem uma série de guerras na década de 1860 que remodelaram a Europa.

#### Moldávia e Valáquia

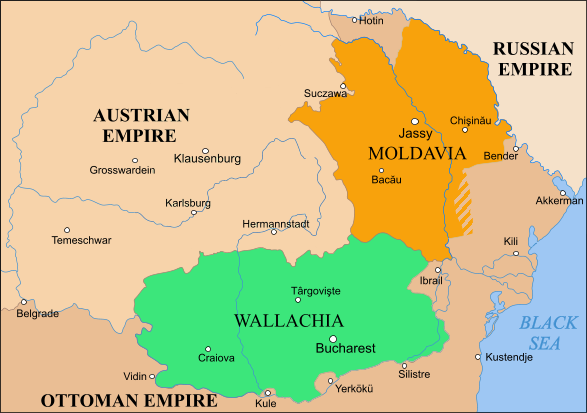
Moldávia, Transilvânia (então sob domínio austríaco) e Valáquia em 1812. Em 1859, Moldávia e Valáquia se uniram no primeiro estado romeno moderno, que se uniu à Transilvânia em 1918.

Em uma transição amplamente pacífica, os estados vassalos otomanos da Moldávia e da Valáquia se separaram lentamente do Império Otomano, unindo-se no que se tornaria a Romênia moderna em 1859 e finalmente alcançando a independência em 1878. Os dois principados estavam há muito tempo sob controle otomano, mas tanto a Rússia quanto a Áustria também os queriam, tornando a região um local de conflito no século XIX. A população era em grande parte ortodoxa na religião e falava romeno, embora houvesse certas minorias étnicas, como judeus e gregos. Os principados foram ocupados pela Rússia após o Tratado de Adrianópolis em 1829. As tropas russas e turcas se uniram para suprimir as revoluções da Moldávia e da Valáquia de 1848. Durante a Guerra da Crimeia, a Áustria assumiu o controle dos principados. A população decidiu pela unificação com base em conexões históricas, culturais e étnicas. Entrou em vigor em 1859 após a dupla eleição de Alexandre João Cuza como Príncipe dos Principados Unidos da Moldávia e Valáquia (renomeados Principados Unidos da Romênia em 1862).
Com a intervenção russa, o Principado da Romênia tornou-se oficialmente independente em 1878. Em seguida, concentrou sua atenção na Transilvânia, uma região historicamente parte da Hungria, mas com cerca de dois milhões de romenos étnicos. Finalmente, quando o Império Austro-Húngaro entrou em colapso no final da Primeira Guerra Mundial, a Romênia se uniu à Transilvânia.

### Estados Unidos derrotam o México, 1846–1848
O México se recusou a reconhecer a anexação do Texas pelos EUA em 1845. Considerou a República do Texas como território mexicano — não reconheceu o tratado de Velasco de 1836, assinado pelo então presidente mexicano e comandante-em-chefe Antonio López de Santa Anna sob coação enquanto era prisioneiro do Exército Texano, após ser derrotado na batalha final da Revolução do Texas. Uma questão particular para o México era a reivindicação de soberania do Texas que se estendia até o Rio Grande. Embora esta fosse a fronteira estipulada em Velasco, o governo texano nunca conseguiu consolidar sua autoridade ao sul do Neuces. Independentemente disso, o Texas operou como uma república independente de fato durante o intervalo entre a revolução e a anexação aos EUA. Após a admissão do Texas como um estado americano com base na fronteira delineada no tratado de Velasco, o México rompeu laços diplomáticos com os EUA, e ambos os países se moveram para ocupar o território disputado. A situação rapidamente se agravou; Depois que o Exército Mexicano emboscou as forças dos EUA que patrulhavam a área, os Estados Unidos declararam guerra em maio de 1846. O Exército dos Estados Unidos rapidamente tomou a iniciativa, capturando Santa Fé de Nuevo México e Alta Califórnia, e invadindo o norte do México. Em março de 1847, a Marinha e os Fuzileiros Navais dos EUA iniciaram o cerco de Veracruz, o maior porto do México. Depois de proteger o porto, o exército invasor dos EUA prosseguiu para capturar a Cidade do México em setembro, época em que praticamente todo o México havia sido invadido pelas forças dos EUA. O Tratado de Guadalupe Hidalgo foi assinado em fevereiro de 1848, encerrando a guerra, os termos incluíam o reconhecimento mexicano do Texas como um estado americano de acordo com as fronteiras acordadas em Velasco, além disso, o México cedeu seus territórios de fronteira norte aos EUA em troca de US$ 15 milhões (dólares americanos), a América concordou ainda em perdoar US$ 3,25 milhões em dívidas mexicanas. No total, o México renunciou a cerca de 55% de suas reivindicações territoriais pré-guerra aos Estados Unidos.

### Brasil e Argentina
O Brasil em 1822 tornou-se independente de Portugal. Externamente, enfrentou pressão da Grã-Bretanha para encerrar sua participação no tráfico atlântico de escravos. O Brasil travou guerras na região do rio da Prata: a Guerra da Cisplatina contra a Argentina (em 1825); a Guerra do Prata com a Argentina (na década de 1850); a Guerra do Uruguai e a Guerra do Paraguai (na década de 1860). Esta última guerra viu a Argentina e o Brasil como aliados contra o Paraguai; no que foi a guerra mais sangrenta da história da América do Sul. O conflito terminou em vitória para a aliança e na quase destruição do Paraguai como um estado-nação. Depois disso, o Brasil e a Argentina entraram em um período de silêncio, avessos a intervenções políticas e militares externas.

## 1860–1871: Nacionalismo e unificação
A força do nacionalismo cresceu dramaticamente no início e meados do século XIX, envolvendo a compreensão da identidade cultural entre os povos que compartilhavam a mesma língua e herança religiosa. Era forte nos países estabelecidos e uma força poderosa para exigir mais unidade ou independência de alemães, irlandeses, italianos, gregos e os povos eslavos do sudeste da Europa. O forte sentimento de nacionalismo também cresceu em nações independentes estabelecidas, como a Grã-Bretanha e a França. O historiador inglês J.B. Bury argumenta:
| “ | Entre 1830 e 1870, o nacionalismo havia feito grandes progressos. Inspirara grande literatura, estimulara o conhecimento e nutrira heróis. Demonstrara seu poder tanto para unificar quanto para dividir. Levara a grandes conquistas de construção e consolidação política na Alemanha e na Itália; mas era mais claramente do que nunca uma ameaça aos impérios Otomano e Habsburgo, que eram essencialmente multinacionais. A cultura europeia havia sido enriquecida pelas novas contribuições vernáculas de povos pouco conhecidos ou esquecidos, mas, ao mesmo tempo, tal unidade estava ameaçada pela fragmentação. Além disso, os antagonismos fomentados pelo nacionalismo não apenas levaram a guerras, insurreições e ódios locais — eles acentuaram ou criaram novas divisões espirituais em uma Europa nominalmente cristã. | ” |

### Grã-Bretanha
Em 1859, após outro governo conservador de curta duração, o primeiro-ministro Lord Palmerston e o conde Russell resolveram suas diferenças, e Russell consentiu em servir como secretário de Relações Exteriores em um novo gabinete de Palmerston. Foi o primeiro verdadeiro gabinete liberal.  Este período foi particularmente agitado no mundo, vendo a unificação da Itália, a Guerra Civil Americana, e a guerra de 1864 sobre Schleswig - Holstein entre a Dinamarca e os estados alemães. Russell e Palmerston foram tentados a intervir ao lado da Confederação na Guerra Civil Americana, mas mantiveram a Grã-Bretanha neutra em todos os casos.

### França

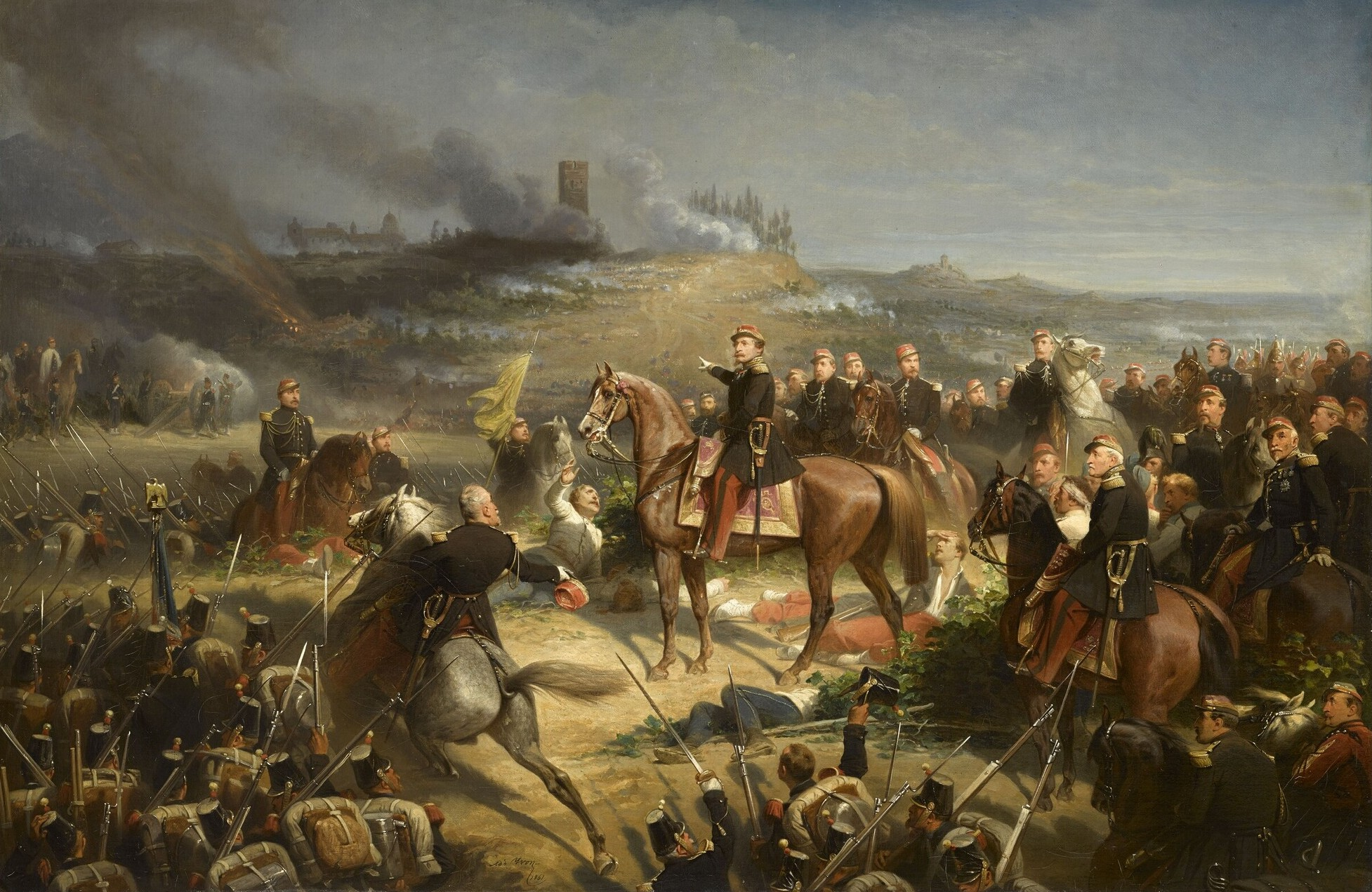
Napoleão III com as forças francesas na Batalha de Solferino, que garantiu a retirada austríaca da Itália

Em 1763 e novamente em 1815, a França perdeu grande parte de seu império global. Depois de 1830, tornou-se novamente uma grande potência política, econômica, militar e colonial global. Recuperou influência em áreas próximas na Europa Ocidental e na Itália. Suas novas posses no Mediterrâneo, Oriente Médio e África rivalizavam com as da Grã-Bretanha. O domínio francês direto no Norte da África começou em 1830 com a conquista da Argélia, onde encorajou imigrantes franceses e italianos a se estabelecerem. No resto da África, criou postos comerciais e postos militares. Ganhou o controle total da Indochina e estava ameaçando o sul da China. Tentou, sem sucesso, assumir o controle do México.
Apesar de suas promessas de um reinado pacífico em 1851, Napoleão III não conseguiu resistir às tentações de glória nos assuntos externos. Ele era visionário, misterioso e reservado; tinha uma equipe pobre e continuava entrando em conflito com seus apoiadores domésticos. No final, ele foi incompetente como diplomata. Após uma breve ameaça de invasão da Grã-Bretanha em 1851, a França e a Grã-Bretanha cooperaram na década de 1850, com uma aliança na Guerra da Crimeia e um importante tratado comercial em 1860. No entanto, a Grã-Bretanha via o Segundo Império Francês com crescente desconfiança, especialmente quando o imperador construiu sua marinha, expandiu seu império e assumiu uma política externa mais ativa.
Napoleão III obteve alguns sucessos: fortaleceu o controle francês sobre a Argélia, estabeleceu bases na África, iniciou a tomada da Indochina e abriu o comércio com a China. Ele facilitou a construção do Canal de Suez por uma empresa francesa, que a Grã-Bretanha não conseguiu impedir. Na Europa, no entanto, Napoleão falhou repetidamente. A Guerra da Crimeia de 1854-1856 não produziu ganhos. A guerra com a Áustria em 1859 facilitou a unificação da Itália, e Napoleão foi recompensado com a anexação de Saboia e Nice. Os britânicos ficaram irritados com sua intervenção na Síria em 1860-1861. Ele irritou os católicos alarmados com seu mau tratamento ao Papa, depois mudou de ideia e irritou os liberais anticlericais em casa e seus antigos aliados italianos. Ele baixou as tarifas, o que ajudou a longo prazo, mas a curto prazo irritou os proprietários de grandes propriedades e os industriais têxteis e de ferro, ao mesmo tempo em que levou os trabalhadores preocupados a se organizarem. A situação piorou na década de 1860, quando Napoleão quase entrou em guerra com os Estados Unidos em 1862, enquanto sua intervenção no México em 1861-1867 foi um desastre total. Finalmente, ele entrou em guerra com a Prússia em 1870, quando era tarde demais para impedir a unificação de todos os alemães, exceto a Áustria, sob a liderança da Prússia. Napoleão havia alienado a todos; após não conseguir obter uma aliança com a Áustria e a Itália, a França não tinha aliados e estava amargamente dividida internamente. Foi desastrosamente derrotada no campo de batalha na Guerra Franco-Prussiana, perdendo a Alsácia-Lorena. A. J. P. Taylor é direto: "ele arruinou a França como uma grande potência".

### Unificação italiana

As etapas da unificação italiana entre 1829 e 1871

O Risorgimento foi o período de 1848 a 1871 que viu a conquista da independência dos italianos dos Habsburgos austríacos no norte e dos Bourbons no sul, garantindo a unificação nacional. O Piemonte (conhecido como Reino da Sardenha) assumiu a liderança e impôs seu sistema constitucional à nova nação da Itália.
O papado garantiu o apoio francês para resistir à unificação, temendo que abrir mão do controle dos Estados Papais enfraquecesse a Igreja Católica e permitisse que os liberais dominassem os católicos conservadores. O Reino da Itália finalmente assumiu os Estados Papais em 1870, quando o exército francês foi retirado. O furioso Papa Pio IX declarou-se prisioneiro; seu sucessor, o Papa Pio XI, finalmente fez as pazes com a Itália em 1929. Depois de 1870, a Itália foi reconhecida como a sexta grande potência, embora muito mais fraca do que as outras.

### Estados Unidos
Durante a Guerra Civil Americana (1861-1865), os estados escravistas do Sul tentaram se separar da União e criar um país independente, os Estados Confederados da América. O Norte não aceitou a dissolução da União e lutou para restaurá-la. Líderes aristocráticos britânicos e franceses pessoalmente não gostavam do republicanismo americano e favoreciam a Confederação, mais aristocrática. O Sul também era de longe a principal fonte de algodão para as fábricas têxteis europeias. O objetivo da Confederação era obter a intervenção britânica e francesa, ou seja, a guerra contra a União. Os confederados acreditavam que "o algodão é rei" - ou seja, o algodão era tão essencial para a indústria britânica e francesa que eles lutariam para obtê-lo. Os confederados levantaram dinheiro na Europa, que usaram para comprar navios de guerra e munições. No entanto, a Grã-Bretanha tinha um grande excedente de algodão em 1861; A severidade só chegou em 1862. O mais importante era a dependência de grãos do Norte dos EUA para grande parte do suprimento de alimentos britânico. A França não interviria sozinha e, em qualquer caso, estava menos interessada no algodão do que em garantir seu controle do México. A Confederação permitiria isso se garantisse sua independência, mas a União jamais aprovaria. Washington deixou claro que qualquer reconhecimento oficial da Confederação significava guerra com os EUA.
O marido da rainha Vitória, o príncipe Alberto, ajudou a apaziguar o medo da guerra no final de 1861. O povo britânico geralmente favorecia os Estados Unidos. O pouco algodão disponível vinha da cidade de Nova York, já que o bloqueio da Marinha da União interrompeu 95% das exportações do sul para a Grã-Bretanha. Em setembro de 1862, durante a invasão confederada de Maryland, a Grã-Bretanha (junto com a França) considerou intervir e negociar um acordo de paz, o que só poderia significar guerra com os Estados Unidos. Mas, no mesmo mês, o presidente Abraham Lincoln anunciou a Proclamação da Emancipação. Como o apoio à Confederação agora significava apoio à escravidão, não havia mais possibilidade de intervenção europeia.
No entanto, várias empresas britânicas construíram pequenos navios de bloqueio rápidos para contrabandear centenas de milhares de armas para portos confederados e permitiram secretamente que navios de guerra fossem construídos para a Confederação. Tanto os navios de bloqueio quanto os navios de guerra causaram uma grande disputa diplomática e nas Reivindicações do Alabama em 1872, a arbitragem internacional em Genebra decidiu a favor dos americanos, com US$ 15,5 milhões pagos pela Grã-Bretanha aos EUA apenas por danos causados por navios de guerra confederados construídos pelos britânicos.

### Alemanha

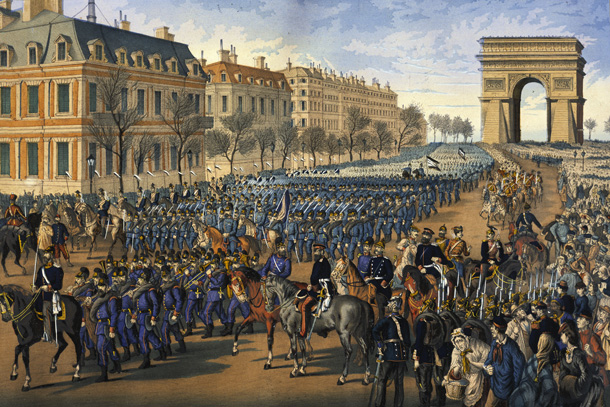
Tropas alemãs desfilam pela Champs-Élysées em Paris após sua vitória na Guerra Franco-Prussiana.

O Reino da Prússia, sob a liderança de Otto von Bismarck, assumiu a liderança na união de toda a Alemanha (exceto a Áustria) e criou um novo Império Alemão, liderado pelo rei da Prússia. Para fazer isso, ele se envolveu em uma série de guerras curtas e decisivas com a Dinamarca, Áustria e França. Os muitos estados alemães menores seguiram o exemplo da Prússia, até que finalmente se uniram após derrotar a França em 1871. A Alemanha de Bismarck então se tornou o estado mais poderoso e dinâmico da Europa, e o próprio Bismarck promoveu décadas de paz na Europa.

#### Schleswig e Holstein
Uma grande disputa diplomática e várias guerras emergiram da situação muito complexa em Schleswig e Holstein, onde as reivindicações dinamarquesas e alemãs colidiram, e a Áustria e a França ficaram emaranhadas. Os ducados dinamarqueses e alemães de Schleswig-Holstein eram, por acordo internacional, governados pelo rei da Dinamarca, mas não eram legalmente parte da Dinamarca. Um tratado internacional previa que os dois territórios não deveriam ser separados um do outro, embora Holstein fizesse parte da Confederação Germânica . No final da década de 1840, com o nacionalismo alemão e dinamarquês em ascensão, a Dinamarca tentou incorporar Schleswig ao seu reino. APrimeira Guerra do Eslésvico foi uma vitória dinamarquesa. A Segunda Guerra do Eslévico de 1864 foi uma derrota dinamarquesa nas mãos da Prússia e da Áustria.

#### Unificação
Berlim e Viena dividiram o controle dos dois territórios. Isso levou a um conflito entre elas, resolvido pela Guerra Austro-Prussiana de 1866, que a Prússia venceu rapidamente, tornando-se assim a líder dos povos de língua alemã. A Áustria caiu para o segundo lugar entre as Grandes Potências. O Imperador Napoleão III da França não tolerou a rápida ascensão da Prússia e iniciou a Guerra Franco-Prussiana de 1870-71 por causa de insultos percebidos e outras trivialidades. O espírito do nacionalismo alemão fez com que os estados alemães menores (como a Baviera e a Saxônia) se juntassem à guerra ao lado da Prússia. A coalizão alemã obteve uma vitória fácil, deixando a França em segundo lugar entre as Grandes Potências. A Prússia, sob o comando de Otto von Bismarck, reuniu quase todos os estados alemães (excluindo Áustria, Luxemburgo e Liechtenstein) em um novo Império Alemão. O novo império de Bismarck tornou-se o estado mais poderoso da Europa continental até 1914. Napoleão III estava excessivamente confiante na sua força militar e não conseguiu impedir a corrida para a guerra quando não conseguiu encontrar aliados que apoiassem uma guerra para impedir a unificação alemã.

## 1871: Ano da transição

### Mantendo a paz

Mapa das alianças de Bismarck

Após quinze anos de guerra na Crimeia, Alemanha e França, a Europa iniciou um período de paz em 1871. Com a fundação do Império Alemão e a assinatura do Tratado de Frankfurt (10 de maio de 1871), Otto von Bismarck emergiu como uma figura decisiva na história europeia de 1871 a 1890. Ele manteve o controle sobre a Prússia e também sobre as políticas externas e internas do novo Império Alemão. Bismarck construiu sua reputação como um belicista, mas mudou da noite para o dia para um pacificador. Ele usou habilmente a diplomacia do equilíbrio de poder para manter a posição da Alemanha em uma Europa que, apesar de muitas disputas e sustos de guerra, permaneceu em paz. Para o historiador Eric Hobsbawm, foi Bismarck quem "permaneceu campeão mundial indiscutível no jogo de xadrez diplomático multilateral por quase vinte anos após 1871, [e] se dedicou exclusivamente, e com sucesso, a manter a paz entre as potências". O historiador Paul Knaplund conclui:
| “ | Um resultado líquido da força e do prestígio militar da Alemanha, combinados com situações criadas ou manipuladas por seu chanceler, foi que, na década de 1980, Bismarck tornou-se o árbitro em todas as disputas diplomáticas sérias, fossem elas relacionadas à Europa, África ou Ásia. Questões como as fronteiras dos Estados balcânicos, o tratamento dispensado aos armênios no Império Turco e aos judeus na Romênia, os assuntos financeiros do Egito, a expansão russa no Oriente Médio, a guerra entre a França e a China e a partilha da África precisavam ser encaminhadas a Berlim; Bismarck detinha a chave para todos esses problemas. | ” |

O principal erro de Bismarck foi ceder ao Exército e à intensa demanda pública na Alemanha pela aquisição das províncias fronteiriças da Alsácia-Lorena, transformando assim a França em um inimigo permanente e profundamente comprometido (veja inimizade franco-alemã). Theodore Zeldin diz: "A vingança e a recuperação da Alsácia-Lorena se tornaram o principal objetivo da política francesa pelos próximos quarenta anos. Que a Alemanha era inimiga da França se tornou o fato básico das relações internacionais." A solução de Bismarck foi fazer da França uma nação pária, encorajando a realeza a ridicularizar seu novo status republicano e construindo alianças complexas com as outras grandes potências - Áustria, Rússia e Grã-Bretanha - para manter a França isolada diplomaticamente. Um elemento-chave foi a Liga dos Três Imperadores, na qual Bismarck reuniu governantes em Berlim, Viena e São Petersburgo para garantir a segurança uns dos outros, enquanto bloqueavam a França; durou de 1881 a 1887.

### Grandes potências
A Grã-Bretanha havia entrado em uma era de "isolamento esplêndido", evitando complicações que a levaram à infeliz Guerra da Crimeia em 1854-1856. Concentrou-se no desenvolvimento industrial interno e na reforma política, e na construção de suas grandes propriedades internacionais, o Império Britânico, enquanto mantinha de longe a Marinha mais forte do mundo para proteger sua ilha natal e suas muitas possessões ultramarinas. Chegou perigosamente perto de intervir na Guerra Civil Americana em 1861-1862, e em maio de 1871 assinou o Tratado de Washington com os Estados Unidos que colocou em arbitragem as alegações americanas de que a falta de neutralidade britânica havia prolongado a guerra; os árbitros eventualmente concederam aos Estados Unidos US$ 15 milhões. A Rússia aproveitou a guerra franco-prussiana para renunciar ao tratado de 1856 no qual havia sido forçada a desmilitarizar o Mar Negro. A rejeição de tratados era inaceitável para as potências, então a solução foi uma conferência em janeiro de 1871 em Londres que revogou formalmente elementos-chave do tratado de 1856 e endossou a nova ação russa. A Rússia sempre quis o controle de Constantinopla e do Estreito Turco que conectava o Mar Negro ao Mediterrâneo e quase conseguiria isso na Primeira Guerra Mundial. A França há muito tempo estacionava um exército em Roma para proteger o papa; chamou de volta os soldados em 1870, e o Reino da Itália se mudou, tomou os territórios papais restantes e fez de Roma sua capital em 1871, encerrando o Risorgimento. A Itália foi finalmente unificada, mas ao custo de alienar o papa e a comunidade católica por meio século; a situação instável foi resolvida em 1929 com os Tratados de Latrão.

### Recrutamento
Uma tendência importante foi a mudança de um exército profissional para um sistema prussiano que combinava um núcleo de carreiristas profissionais, uma base rotativa de conscritos, que após um ou dois anos de serviço ativo passavam para uma década ou mais de serviço na reserva com um programa de treinamento de verão obrigatório todos os anos. O treinamento acontecia em tempos de paz e, em tempos de guerra, um exército muito maior, bem treinado e com pessoal completo podia ser mobilizado muito rapidamente. A Prússia havia começado em 1814, e os triunfos prussianos da década de 1860 tornaram seu modelo irresistível. O elemento-chave era o recrutamento universal, com relativamente poucas isenções. Os estratos superiores eram convocados para o corpo de oficiais para um ano de treinamento, mas, mesmo assim, eram obrigados a cumprir seu dever integral na reserva junto com todos os outros. A Áustria adotou o sistema em 1868 (logo após sua derrota para a Prússia) e a França em 1872 (logo após sua derrota para a Prússia e outros estados alemães). O Japão seguiu em 1873, a Rússia em 1874 e a Itália em 1875. Todos os principais países adotaram o serviço militar obrigatório em 1900, exceto a Grã-Bretanha e os Estados Unidos. Naquela época, em tempos de paz, a Alemanha tinha um exército de 545.000 homens, que poderia ser expandido em questão de dias para 3,4 milhões, convocando as reservas. Os números comparáveis na França eram de 1,8 milhão e 3,5 milhões; Áustria, 1,1 milhão e 2,6 milhões; Rússia, 1,7 milhão a 4 milhões. O novo sistema era caro, com um custo per capita das forças dobrando ou até triplicando entre 1870 e 1914. Naquela época, os gastos totais com defesa eram em média de cerca de 5% da renda nacional. No entanto, os contribuintes pareciam satisfeitos; os pais ficaram especialmente impressionados com as melhorias dramáticas mostradas nos meninos imaturos que eles enviaram para longe aos 18 anos, em comparação com os homens sábios que retornaram dois anos depois.

## Imperialismo

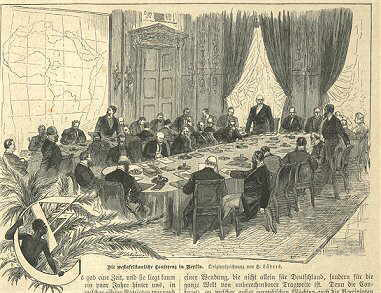
A Conferência de Berlim, presidida pelo chanceler alemão Otto von Bismarck, regulamentou o imperialismo europeu na África.

A maioria das grandes potências (e algumas menores, como Bélgica, Países Baixos e Dinamarca) se engajaram no imperialismo, construindo seus impérios ultramarinos, especialmente na África e na Ásia. Embora tenha havido inúmeras insurreições, os historiadores contam apenas algumas guerras, e elas foram de pequena escala: a Primeira e a Segunda Guerras dos Bôeres (1880-1881 e 1899-1902), a Primeira Guerra Sino-Japonesa (1894-1895), a Primeira Guerra Ítalo-Etíope (1895-1896), a Guerra Hispano-Americana (1898), a Guerra Filipino-Americana (1899-1902) e a Guerra Ítalo-Otomana (1911). A maior foi a Guerra Russo-Japonesa de 1905, a única em que duas grandes potências lutaram entre si.
Entre os principais impérios de 1875 a 1914, os historiadores avaliam um histórico misto em termos de lucratividade. A suposição era que as colônias forneceriam um excelente mercado cativo para itens manufaturados. Com exceção da Índia, isso raramente era verdade. Na década de 1890, os imperialistas obtiveram benefícios econômicos principalmente na produção de matérias-primas baratas para alimentar o setor manufatureiro doméstico. No geral, a Grã-Bretanha lucrou bem com a Índia, mas não com a maior parte do restante de seu império. Os Países Baixos se saíram muito bem nas Índias Orientais. A Alemanha e a Itália obtiveram muito pouco comércio ou matérias-primas de seus impérios. A França se saiu um pouco melhor. O Estado Livre do Congo era notoriamente lucrativo quando era uma plantação de borracha capitalista de propriedade e operada pelo Rei Leopoldo II da Bélgica como uma empresa privada. No entanto, escândalo após escândalo sobre mão de obra maltratada levou a comunidade internacional a forçar o governo da Bélgica a assumi-lo em 1908, e o Congo Belga se tornou muito menos lucrativo. As Filipinas custaram aos Estados Unidos muito mais do que o esperado.
A população colonial mundial na época da Primeira Guerra Mundial totalizava cerca de 560 milhões de pessoas, das quais 70,0% estavam em domínios britânicos, 10,0% em franceses, 8,6% em holandeses, 3,9% em japoneses, 2,2% em alemães, 2,1% em americanos, 1,6% em portugueses, 1,2% em belgas e 0,5% em possessões italianas. Os domínios domésticos das potências coloniais tinham uma população total de cerca de 370 milhões de pessoas.

### Império Francês na Ásia e na África

#### França conquista e depois perde o México
Napoleão III aproveitou a Guerra Civil Americana para tentar tomar o controle do México e impor seu próprio imperador fantoche Maximiliano I do México. França, Espanha e Grã-Bretanha, irritadas com as dívidas mexicanas não pagas, enviaram uma força expedicionária conjunta que tomou a alfândega de Veracruz no México em dezembro de 1861. Espanha e Grã-Bretanha logo se retiraram após perceberem que Napoleão III pretendia derrubar a Segunda República Federal do México sob o presidente eleito Benito Juárez e estabelecer um Segundo Império Mexicano. Napoleão tinha o apoio dos remanescentes dos elementos conservadores que Juarez e seus liberais haviam derrotado na Guerra da Reforma, uma guerra civil de 1857 a 1861. Na intervenção francesa no México em 1862, Napoleão instalou o arquiduque austríaco Maximiliano de Habsburgo como Imperador do México. Juárez reuniu oposição aos franceses; Washington apoiou Juárez e se recusou a reconhecer o novo governo porque violava a Doutrina Monroe. Após sua vitória sobre a Confederação em 1865, os EUA enviaram 50.000 soldados de combate experientes para a fronteira mexicana para deixar clara sua posição. Napoleão estava muito sobrecarregado; ele havia comprometido 40.000 soldados para o México, 20.000 para Roma para proteger o Papa contra os italianos e outros 80.000 na inquieta Argélia Francesa. Além disso, a Prússia, tendo acabado de derrotar a Áustria, era uma ameaça iminente. Napoleão percebeu sua situação e retirou todas as suas forças do México em 1866. Juarez recuperou o controle e executou o infeliz imperador.

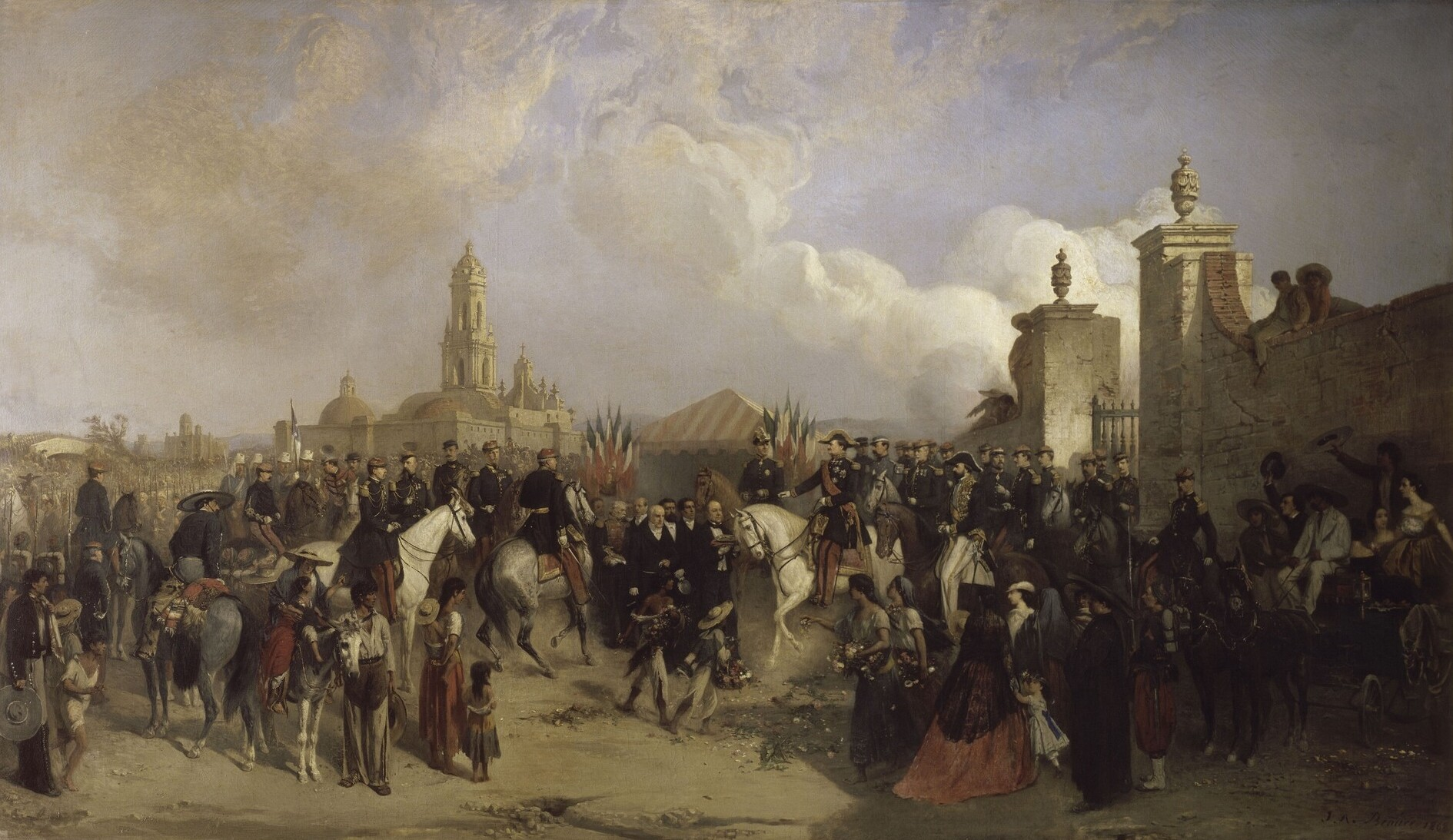
Entrada do Corpo Expedicionário Francês na Cidade do México, 10 de junho de 1863

O Canal de Suez, construído inicialmente pelos franceses, tornou-se um projeto conjunto britânico-francês em 1875, pois ambos o consideravam vital para manter sua influência e impérios na Ásia. Em 1882, os distúrbios civis em curso no Egito levaram a Grã-Bretanha a intervir, estendendo a mão à França. O principal expansionista francês, Jules Ferry, estava fora do cargo, e o governo permitiu que a Grã-Bretanha assumisse o controle efetivo do Egito.

### Tomada britânica do Egito, 1882

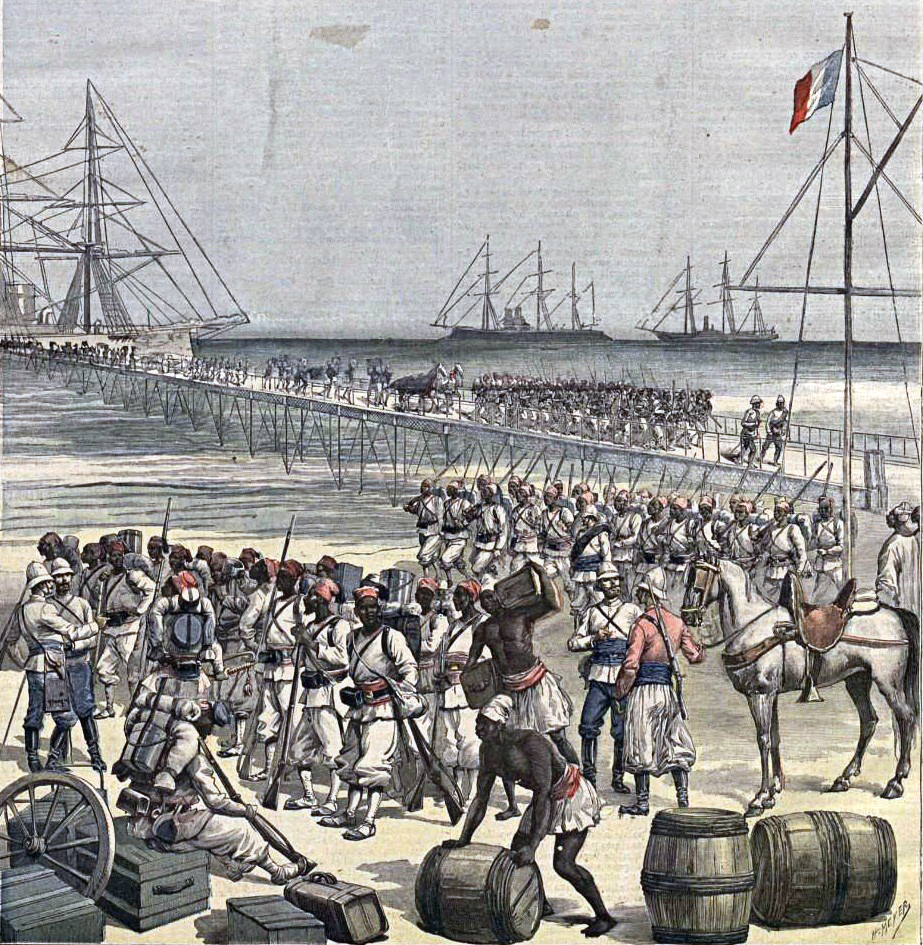
Em 1892, os Tirailleurs senegaleses, liderados pelo Coronel Alfred-Amédée Dodds, invadiram Daomé (atual Benin).

O evento mais decisivo emergiu da Guerra Anglo-Egípcia, que resultou na ocupação britânica do Egito por sete décadas, embora o Império Otomano tenha mantido a propriedade nominal até 1914. A França estava seriamente infeliz, tendo perdido o controle do canal que construiu e financiou e com o qual sonhava há décadas. Alemanha, Áustria, Rússia e Itália - e, claro, o próprio Império Otomano - ficaram todos irritados com a intervenção unilateral de Londres. O historiador A. J. P. Taylor diz que este "foi um grande evento; na verdade, o único evento real nas relações internacionais entre a Batalha de Sedan e a derrota da Rússia na guerra Russo-Japonesa". Taylor enfatiza o impacto a longo prazo:
| “ | A ocupação britânica do Egito alterou o equilíbrio de poder. Não só deu aos britânicos segurança para sua rota para a Índia; como os tornou senhores do Mediterrâneo Oriental e do Oriente Médio; tornou desnecessário que estivessem na linha de frente contra a Rússia no Estreito... E assim preparou o caminho para a Aliança Franco-Russa dez anos depois. | ” |

O primeiro-ministro William Ewart Gladstone e seu Partido Liberal tinham a reputação de forte oposição ao imperialismo, então os historiadores têm debatido há muito tempo a explicação para essa reversão repentina de política. O mais influente foi o estudo de John Robinson e Ronald Gallagher, África e os Vitorianos (1961), que se concentrou em O Imperialismo do Livre Comércio e foi promovido pela Escola de Historiografia de Cambridge. Eles argumentam que não havia um plano liberal de longo prazo em apoio ao imperialismo, mas a necessidade urgente de agir para proteger o Canal de Suez foi decisiva diante do que parecia ser um colapso radical da lei e da ordem, e uma revolta nacionalista focada em expulsar os europeus, independentemente dos danos que isso causaria ao comércio internacional e ao Império Britânico. Uma tomada completa do Egito, transformando-o em uma colônia britânica como a Índia, era muito perigosa, pois seria o sinal para as potências se apressarem para os despojos do cambaleante Império Otomano, com uma grande guerra como resultado provável.
A decisão de Gladstone foi tomada em meio a relações tensas com a França e às manobras de "homens no local" no Egito. Críticos como Cain e Hopkins enfatizaram a necessidade de proteger grandes somas investidas por financistas britânicos e títulos egípcios, minimizando o risco à viabilidade do Canal de Suez. Ao contrário dos marxistas, eles enfatizam interesses financeiros e comerciais "cavalheirescos", não o capitalismo industrial que os marxistas acreditam ter sido sempre central. Mais recentemente, especialistas no Egito têm se interessado principalmente pela dinâmica interna entre os egípcios que produziu a fracassada revolta de Urabi.

### Grande Jogo na Ásia Central: Grã-Bretanha x Rússia

Turquestão russo no início do século XX

O "Grande Jogo" foi um confronto político e diplomático que existiu durante a maior parte do século XIX entre a Grã-Bretanha e a Rússia sobre o Afeganistão e territórios vizinhos na Ásia Central e Meridional, especialmente a Pérsia (Irã) e o Turquestão. A Grã-Bretanha fez disso uma alta prioridade para proteger todas as abordagens à Índia. A Rússia não tinha capacidade logística para invadir a Índia diretamente, mas fez planos de invasão considerados credíveis pela Grã-Bretanha devido à conquista russa da Ásia Central. Enquanto isso, ambas as potências tentaram a expansão da fronteira colonial na Ásia Interior. Como Robert Irwin coloca, "a rivalidade anglo-russa assumiu a forma de missões de exploração e espionagem. Embora ingleses e russos em disfarces nativos pouco convincentes às vezes se aventurassem nos territórios contenciosos, mais comumente ambos os lados faziam uso de representantes." Isso resultou em uma atmosfera de desconfiança e uma ameaça semiconstante de guerra entre os dois impérios. Houve numerosos conflitos locais, mas uma guerra na Ásia Central entre as duas potências nunca aconteceu.
Bismarck percebeu que tanto a Rússia quanto a Grã-Bretanha consideravam o controle da Ásia Central uma alta prioridade, apelidada de "Grande Jogo". A Alemanha não tinha interesses diretos, porém seu domínio da Europa foi reforçado quando as tropas russas foram baseadas o mais longe possível da Alemanha. Ao longo de duas décadas, de 1871 a 1890, ele manobrou para ajudar os britânicos, na esperança de forçar os russos a enviarem mais soldados para a Ásia. No entanto, Bismarck, por meio da Liga dos Três Imperadores, também auxiliou a Rússia, pressionando o Império Otomano a bloquear o acesso naval britânico ao Bósforo, obrigando uma negociação anglo-russa em relação ao Afeganistão.

### Luta pela África

África Central e Oriental, 1898, durante o Incidente de Fashoda

A "Partida pela África" foi lançada pela tomada inesperada do Egito pela Grã-Bretanha em 1882. Em resposta, tornou-se um vale-tudo para o controle do resto da África, à medida que a Grã-Bretanha, França, Alemanha, Itália e Portugal expandiam enormemente seus impérios coloniais na África. O rei da Bélgica controlava pessoalmente o Congo. Bases ao longo da costa tornam-se o núcleo de colônias que se estendiam para o interior. No século XX, a Partida pela África foi amplamente denunciada por porta-vozes anti-imperialistas. Na época, no entanto, foi elogiada como uma solução para a terrível violência e exploração causadas por aventureiros desenfreados, traficantes de escravos e exploradores. Bismarck assumiu a liderança na tentativa de estabilizar a situação na Conferência de Berlim de 1884-1885. Todas as potências europeias concordaram com regras básicas para evitar conflitos na África.
Nas colônias britânicas, trabalhadores e empresários da Índia foram trazidos para construir ferrovias, plantações e outros empreendimentos. A Grã-Bretanha aplicou imediatamente as lições administrativas aprendidas na Índia ao Egito e a outras novas colônias africanas.
As tensões entre a Grã-Bretanha e a França atingiram um estágio de estridência na África. Em vários pontos, a guerra foi possível, mas nunca aconteceu. O episódio mais sério foi o Incidente de Fashoda de 1898. As tropas francesas tentaram reivindicar uma área no sul do Sudão, e uma força britânica que pretendia agir no interesse do Quedivato do Egito chegou para enfrentá-los. Sob forte pressão, os franceses se retiraram, garantindo o controle anglo-egípcio sobre a área. O status quo foi reconhecido por um acordo entre os dois estados reconhecendo o controle britânico sobre o Egito, enquanto a França se tornou a potência dominante no Marrocos, mas a França experimentou uma séria decepção.
O Império Otomano perdeu seu controle nominal sobre a Argélia, Tunísia e Líbia. Manteve apenas o controle nominal sobre o Egito. Em 1875, a Grã-Bretanha comprou as ações do Canal de Suez do quase falido quediva do Egito, Ismail Paxá.

#### Quênia

Áreas da África controladas por potências coloniais em 1913, mostradas junto com as atuais fronteiras nacionais:
Bélgica
Reino Unido
França
Alemanha
Itália
Portugal
Espanha
Independente (Etiópia e Libéria)

A experiência do Quênia é representativa do processo de colonização na África Oriental. Em 1850, exploradores europeus começaram a mapear o interior. Três desenvolvimentos encorajaram o interesse europeu na África Oriental. O primeiro foi o surgimento da ilha Sultanato de Zanzibar, localizada na costa leste. Tornou-se uma base a partir da qual o comércio e a exploração do continente africano poderiam ser montados.
Em 1840, para proteger os interesses dos vários cidadãos que faziam negócios em Zanzibar, foram abertos escritórios consulares pelos britânicos, franceses, alemães e americanos. Em 1859, a tonelagem de navios estrangeiros atracando em Zanzibar atingiu 19.000 toneladas. Em 1879, a tonelagem desse transporte atingiu 89.000 toneladas. O segundo desenvolvimento que estimulou o interesse europeu na África foi a crescente demanda europeia por produtos da África, incluindo marfim e cravo. Em terceiro lugar, o interesse britânico na África Oriental foi primeiramente estimulado por seu desejo de abolir o tráfico de escravos. Mais tarde no século, o interesse britânico na África Oriental foi estimulado pela competição alemã e, em 1887, a Imperial British East Africa Company, uma empresa privada, arrendou de Bargaxe ibne Saíde de Zanzibar suas propriedades no continente, uma faixa de terra de 16 km de largura ao longo da costa.
A Alemanha estabeleceu um protetorado sobre as possessões costeiras do Sultão de Zanzibar em 1885. Ela negociou suas propriedades costeiras com a Grã-Bretanha em 1890, em troca do controle alemão sobre a costa de Tanganica e Heligolândia.
Em 1895, o governo britânico reivindicou o interior até o oeste do Lago Naivasha; ele estabeleceu o Protetorado da África Oriental. A fronteira foi estendida até Uganda em 1902 e, em 1920, a maior parte do protetorado ampliado se tornou uma colônia da coroa. Com o início do domínio colonial em 1895, o Vale do Rift e as Terras Altas circundantes tornaram-se o enclave de imigrantes brancos envolvidos na agricultura de café em grande escala, dependente principalmente da mão de obra Kikuyu. Não havia recursos minerais significativos - nenhum do ouro ou diamantes que atraíram tantos para a África do Sul. No estágio inicial do domínio colonial, a administração dependia de comunicadores tradicionais, geralmente chefes. Quando o domínio colonial foi estabelecido e a eficiência foi buscada, em parte devido à pressão dos colonos, homens mais jovens recém-educados foram associados a chefes antigos nos Conselhos Nativos locais.
Após graves dificuldades financeiras da Companhia Britânica da África Oriental, o governo britânico, em 1º de julho de 1895, estabeleceu o governo direto por meio do Protetorado da África Oriental, abrindo posteriormente (1902) as terras altas férteis para colonos brancos. Uma chave para o desenvolvimento do interior do Quênia foi a construção, iniciada em 1895, de uma ferrovia de Mombasa a Kisumu, no Lago Vitória, concluída em 1901. Cerca de 32.000 trabalhadores foram importados da Índia Britânica para fazer o trabalho manual. Muitos permaneceram, assim como a maioria dos comerciantes e pequenos empresários indianos que viram oportunidade na abertura do interior do Quênia.

### Portugal
O Reino de Portugal, uma pequena nação agrária pobre com uma forte tradição marítima, construiu um grande império e o manteve por mais tempo do que qualquer outro, evitando guerras e permanecendo em grande parte sob a proteção da Grã-Bretanha. Em 1899, renovou seu Tratado de Windsor com a Grã-Bretanha, originalmente escrito em 1386. Explorações energéticas no século XVI levaram a uma colônia de colonos no Brasil. Portugal também estabeleceu postos comerciais abertos a todas as nações nas costas da África, Sul da Ásia e Leste da Ásia. Portugal importou escravos como empregados domésticos e trabalhadores agrícolas em Portugal e usou sua experiência para tornar o comércio de escravos uma grande atividade econômica. Empresários portugueses montaram plantações de escravos nas ilhas próximas da Madeira, Cabo Verde e Açores, com foco na produção de açúcar. Em 1770, o déspota esclarecido Sebastião José de Carvalho e Melo, 1.º Marquês de Pombal, declarou que o comércio era uma profissão nobre e necessária, permitindo que empresários ingressassem na nobreza portuguesa. Muitos colonos se mudaram para o Brasil, que se tornou independente em 1822.
Após 1815, Lisboa manteve os portos comerciais ao longo da costa africana, movendo-se para o interior para assumir o controle de Angola e da África Oriental Portuguesa (Moçambique). O tráfico de escravos foi abolido em 1836, em parte porque muitos navios negreiros estrangeiros ostentavam a bandeira portuguesa. Na Índia, o comércio floresceu na colônia de Goa, com suas colônias subsidiárias de Macau, perto de Hong Kong, na costa da China, e Timor, ao norte da Austrália. Os portugueses introduziram com sucesso o catolicismo e a língua portuguesa em suas colônias, enquanto a maioria dos colonos continuou a se dirigir ao Brasil.

### Itália
A Itália era frequentemente chamada de a menor das grandes potências por sua fraca indústria e fraco exército. Na Disputa pela África da década de 1880, os líderes da nova nação da Itália estavam entusiasmados com a aquisição de colônias na África, esperando que isso legitimasse seu status como uma potência e ajudasse a unificar o povo. No Norte da África, a Itália primeiro se voltou para Túnis, sob controle nominal otomano, onde muitos fazendeiros italianos haviam se estabelecido. Fraca e diplomaticamente isolada, a Itália estava desamparada e irritada quando a França assumiu um protetorado sobre Túnis em 1881. Voltando-se para a África Oriental, a Itália tentou conquistar o independente Império Etíope, mas foi massivamente derrotada na Batalha de Adwa em 1896. A opinião pública ficou irritada com a humilhação nacional por um governo inepto. Em 1911, o povo italiano apoiou a tomada do que hoje é a Líbia.

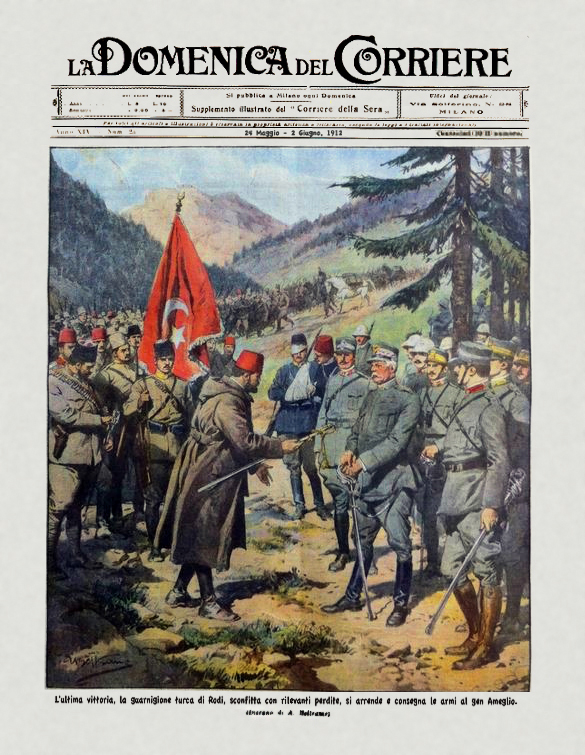
Rendição da guarnição turca em Rodes ao general italiano, 1912

A diplomacia italiana, ao longo de um período de vinte anos, conseguiu obter permissão para tomar a Líbia, com a aprovação da Alemanha, França, Áustria, Grã-Bretanha e Rússia. Um ponto central da Guerra Ítalo-Turca de 1911-12 ocorreu quando o Exército Real Italiano assumiu o controle de algumas cidades costeiras contra a forte resistência do Exército Otomano e das tribos locais. Após o tratado de paz conceder o controle à Itália, esta enviou colonos italianos, mas sofreu muitas baixas em sua brutal campanha contra as tribos.

### Ascensão do Japão
A partir da década de 1860, o Japão se modernizou rapidamente seguindo as linhas ocidentais, adicionando indústria, burocracia, instituições e capacidades militares que forneceram a base para a expansão imperial na Coreia, China, Taiwan e ilhas ao sul. Ele se viu vulnerável ao imperialismo ocidental agressivo, a menos que assumisse o controle das áreas vizinhas. Assumiu o controle de Okinawa e Formosa. O desejo do Japão de controlar Taiwan, Coreia e Manchúria levou à primeira Guerra Sino-Japonesa com a China em 1894-1895 e à Guerra Russo-Japonesa com a Rússia em 1904-1905. A guerra com a China fez do Japão a primeira potência imperial oriental moderna do mundo, e a guerra com a Rússia provou que uma potência ocidental poderia ser derrotada por um estado oriental. As consequências dessas duas guerras deixaram o Japão como a potência dominante no Extremo Oriente, com uma esfera de influência que se estendia pelo sul da Manchúria e pela Coreia, que foi formalmente anexada como parte do Império Japonês em 1910.

#### Okinawa
A ilha de Okinawa é a maior das Ilhas Ryukyu e prestou homenagem à China desde o final do século XIV. O Japão assumiu a suserania de toda a cadeia de ilhas Ryukyu em 1609, juntamente com a China, e incorporou formalmente o Reino de Ryukyu ao Japão em 1879.

#### Guerra com a China

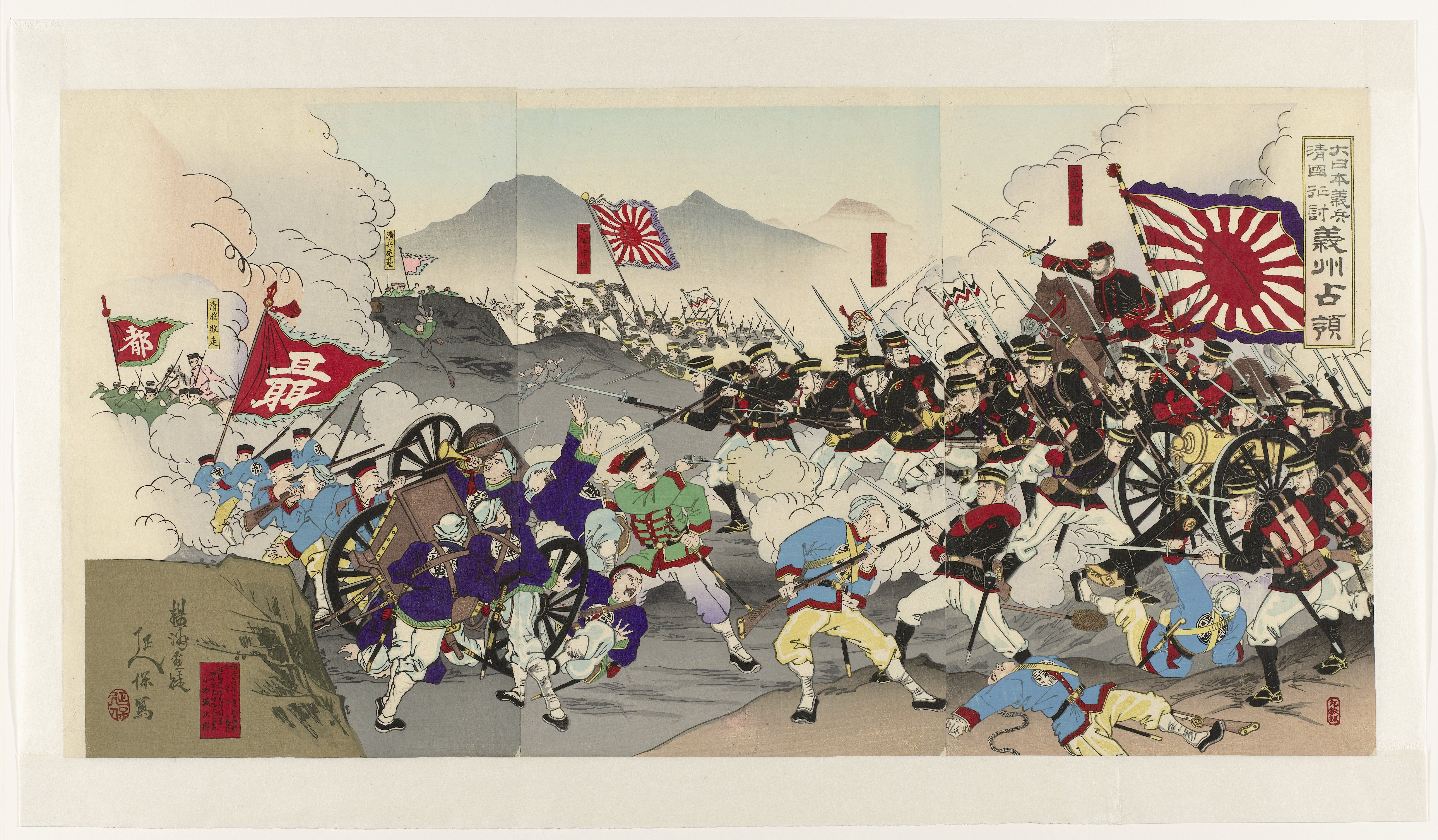
Primeira Guerra Sino-Japonesa de 1894

O atrito entre a China e o Japão surgiu a partir da década de 1870 devido ao controle do Japão sobre as Ilhas Ryukyu, à rivalidade por influência política na Coreia e a questões comerciais. O Japão, tendo construído um sistema político e econômico estável com um exército e uma marinha menores, mas modernos e bem treinados, derrotou facilmente a China na Primeira Guerra Sino-Japonesa de 1894. Soldados japoneses massacraram os chineses após capturar Port Arthur na Península de Liaodong. No severo Tratado de Shimonoseki de abril de 1895, a China reconheceu a independência da Coreia e cedeu ao Japão Taiwan (Taiwan), as Ilhas Penghu e a Península de Liaodong. A China foi ainda obrigada a pagar ao Japão uma indenização de guerra de 200 milhões de taéis de prata, abrir cinco novos portos ao comércio internacional e entidades estrangeiras (Japão e outras potências ocidentais em geral) a estabelecer e operar fábricas nessas cidades. No entanto, Rússia, França e Alemanha se viram em desvantagem pelo tratado e, na Intervenção Tripla, forçaram o Japão a devolver a Península de Liaodong em troca de uma indenização maior. O único resultado positivo para a China veio quando essas fábricas lideraram a industrialização da China urbana, gerando uma classe local de empreendedores e mecânicos qualificados.

#### Taiwan
A ilha de Taiwan (Formosa) tinha uma população indígena quando comerciantes holandeses que precisavam de uma base asiática para negociar com o Japão e a China chegaram em 1623. A Companhia Holandesa das Índias Orientais (VOC) construiu o Forte Zeelândia. Eles logo começaram a governar os nativos. A China assumiu o controle na década de 1660 e enviou colonos. Na década de 1890, havia cerca de 2,3 milhões de chineses han e 200.000 membros de tribos indígenas. Após sua vitória na Primeira Guerra Sino-Japonesa em 1894-1895, o tratado de paz cedeu a ilha ao Japão. Foi a primeira colônia do Japão.
O Japão esperava muito mais benefícios da ocupação de Taiwan do que os benefícios limitados que realmente recebeu. O Japão percebeu que suas ilhas natais só podiam sustentar uma base limitada de recursos e esperava que Taiwan, com suas terras férteis, compensasse a escassez. Em 1905, Taiwan produzia arroz e açúcar e se pagava com um pequeno excedente. Talvez mais importante, o Japão ganhou prestígio em toda a Ásia por ser o primeiro país não europeu a operar uma colônia moderna. Aprendeu a ajustar seus padrões burocráticos baseados na Alemanha às condições reais e a lidar com insurreições frequentes. O objetivo final era promover a língua e a cultura japonesas, mas os administradores perceberam que primeiro precisavam se adaptar à cultura chinesa do povo. O Japão tinha uma missão civilizadora e abriu escolas para que os camponeses pudessem se tornar trabalhadores manuais produtivos e patrióticos. As instalações médicas foram modernizadas e as taxas de mortalidade despencaram. Para manter a ordem, o Japão impôs um estado policial que monitorava de perto a população civil. Ao contrário de suas outras colônias, Formosa deveria eventualmente ser anexada ao Japão Metropolitano e Taiwan até tinha assentos na Câmara dos Pares. Quando o Japão se rendeu aos aliados em 1945, foi destituído do seu império e Taiwan foi devolvido à China após mais de 50 anos de administração japonesa.

#### Japão derrota a Rússia, 1904–1905
O Japão sentiu-se humilhado quando os despojos da sua vitória decisiva sobre a China foram parcialmente revertidos pelas potências ocidentais (incluindo a Rússia), que revisaram o Tratado de Shimonoseki. A Rebelião dos Boxers de 1899-1901 viu o Japão e a Rússia como aliados que lutaram juntos contra os chineses, com os russos desempenhando o papel principal no campo de batalha. Na década de 1890, o Japão ficou irritado com a invasão russa em seus planos de criar uma esfera de influência na Coreia e na Manchúria. O Japão ofereceu-se para reconhecer o domínio russo na Manchúria em troca do reconhecimento da Coreia como estando dentro da esfera de influência japonesa. A Rússia recusou e exigiu que a Coreia ao norte do paralelo 39 fosse uma zona neutra entre a Rússia e o Japão. O governo japonês decidiu pela guerra para impedir a ameaça russa percebida aos seus planos de expansão para a Ásia. A Marinha Imperial Japonesa abriu hostilidades lançando ataques surpresa à Frota Oriental Russa em Port Arthur, na China. A Rússia sofreu múltiplas derrotas, mas o czar Nicolau II lutou com a expectativa de que a Rússia venceria batalhas navais decisivas. Quando isso se revelou ilusório, ele lutou para preservar a dignidade da Rússia, evitando uma "paz humilhante". A vitória completa dos militares japoneses surpreendeu os observadores mundiais. As consequências transformaram o equilíbrio de poder no Leste Asiático, resultando em uma reavaliação da recente entrada do Japão no cenário mundial. Foi a primeira grande vitória militar na era moderna de uma potência asiática sobre uma europeia.

#### Coreia
Em 1905, o Império do Japão e o Império Coreano assinaram o Tratado Japão-Coreia de 1905, que trouxe a Coreia para a esfera de influência japonesa como um protetorado. O Tratado foi resultado da vitória japonesa na Guerra Russo-Japonesa e do desejo do Japão de aumentar seu domínio sobre a Península Coreana . Isso levou à assinatura do Tratado de 1907 dois anos depois. O Tratado de 1907 garantiu que a Coreia agiria sob a orientação de um general residente japonês e que os assuntos internos coreanos estariam sob controle japonês. O imperador coreano Gojong foi forçado a abdicar em favor de seu filho, Sunjong, ao protestar contra as ações japonesas na Conferência de Haia. Finalmente, em 1910, o Tratado de Anexação anexou formalmente a Coreia ao Japão.

### Dividindo a China
Após as derrotas em tempo de guerra da Grã-Bretanha, França e Japão, a China permaneceu nominalmente um país unificado. Na prática, as potências europeias e o Japão assumiram o controle efetivo de certas cidades portuárias e suas áreas circundantes de meados do século XIX até a década de 1920. Tecnicamente falando, eles exerceram a "extraterritorialidade" que foi imposta em uma série de tratados desiguais.

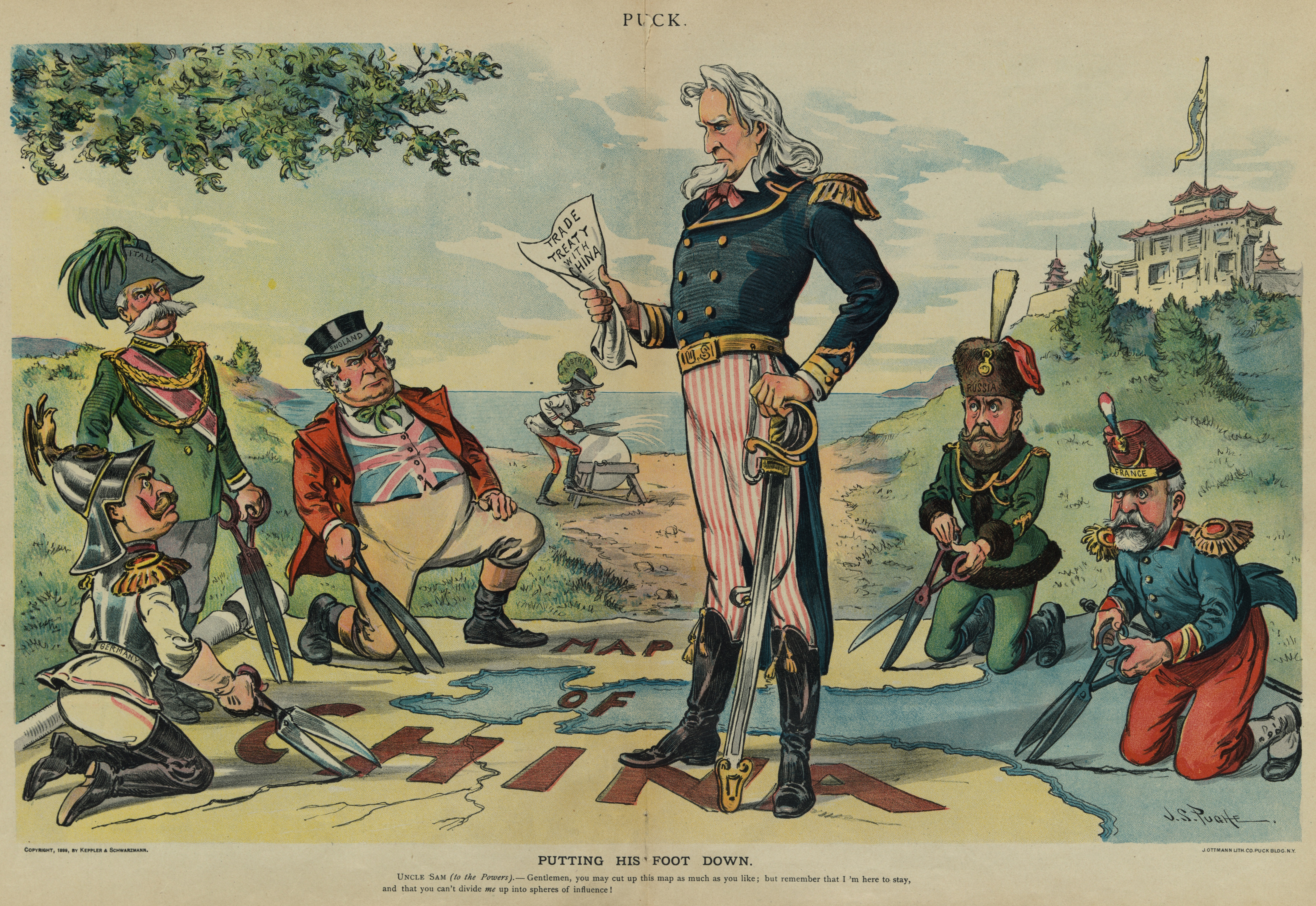
"Colocando o pé no chão": Tio Sam (Estados Unidos) em 1899 exige uma "porta aberta" enquanto as grandes potências planejam dividir a China para si; Alemanha, Itália, Grã-Bretanha, Áustria-Hungria, Rússia e França são representadas por Guilherme II, Humberto I, John Bull, Francisco José I (atrás), Tio Sam, Nicolau II e Émile Loubet. Punch 23 de agosto de 1899 por J.S. Pughe

Em 1899-1900, os Estados Unidos obtiveram a aceitação internacional para a Política de Portas Abertas, segundo a qual todas as nações teriam acesso aos portos chineses, em vez de os terem reservado a apenas uma nação.

### Políticas britânicas

#### Imperialismo de livre comércio
A Grã-Bretanha, além de assumir o controle de novos territórios, desenvolveu um enorme poder em assuntos econômicos e financeiros em vários países independentes, especialmente na América Latina e na Ásia. Emprestou dinheiro, construiu ferrovias e se dedicou ao comércio. A Grande Exposição de 1851 demonstrou claramente o domínio britânico em engenharia, comunicações e indústria; isso perdurou até a ascensão dos Estados Unidos e da Alemanha na década de 1890.

#### Isolamento esplêndido
Os historiadores concordam que Lord Salisbury, como ministro das Relações Exteriores e primeiro-ministro (1885-1902), foi um líder forte e eficaz em relações exteriores. Ele tinha um domínio soberbo das questões e provou:
| “ | um praticante paciente e pragmático, com uma compreensão profunda dos interesses históricos da Grã-Bretanha... Ele supervisionou a divisão da África, o surgimento da Alemanha e dos Estados Unidos como potências imperiais e a transferência da atenção britânica dos Dardanelos para Suez sem provocar um confronto sério entre as grandes potências. | ” |

Em 1886-1902, sob Salisbury, a Grã-Bretanha continuou sua política de isolamento esplêndido sem aliados formais. Lord Salisbury ficou inquieto com o termo na década de 1890, quando seu "terceiro e último governo achou a política de 'isolamento esplêndido' cada vez menos esplêndida", especialmente quando a França rompeu com seu próprio isolamento e formou uma aliança com a Rússia.

#### Política em relação à Alemanha
A Grã-Bretanha e a Alemanha tentaram melhorar as relações, mas a desconfiança britânica em relação ao Kaiser Guilherme II da Alemanha, devido à sua imprudência, era profunda. O Kaiser de fato interferiu na África em apoio aos bôeres, o que azedou as relações.
A principal realização foi um tratado amigável de 1890. A Alemanha desistiu de seu território costeiro no Quênia, na África, e adquiriu as ilhas Heligolândia, ao largo de Hamburgo, que eram essenciais para a segurança dos portos alemães. As propostas de amizade não deram em nada, e uma grande corrida armamentista naval anglo-germânica agravou as tensões entre as décadas de 1880 e 1910.

#### Divisões do Partido Liberal sobre o imperialismo
A política do Partido Liberal após 1880 foi moldada por William Gladstone, que atacou repetidamente o imperialismo de Benjamin Disraeli. Os conservadores orgulhavam-se de seu imperialismo e este provou ser bastante popular entre os eleitores. Uma geração depois, uma facção minoritária de liberais tornou-se ativa nos "imperialistas liberais". A Segunda Guerra dos Bôeres (1899-1902) foi travada pela Grã-Bretanha contra as duas repúblicas bôeres independentes do Estado Livre de Orange e da República da África do Sul (chamada de Transvaal pelos britânicos). Após uma guerra prolongada e árdua, com severas dificuldades para os civis bôeres, os bôeres perderam e foram absorvidos pelo Império Britânico. A guerra dividiu amargamente os liberais, com a facção majoritária denunciando-a. Joseph Chamberlain e seus seguidores romperam com o Partido Liberal e formaram uma aliança com os conservadores para promover o imperialismo.

## Questão oriental

História política dos Balcãs

A Questão Oriental de 1870 a 1914 foi o risco iminente de uma desintegração do Império Otomano. A atenção se concentrou no crescente nacionalismo entre as etnias cristãs nos Bálcãs, especialmente com o apoio da Sérvia. Havia um alto risco de que isso levasse a grandes confrontos entre a Áustria-Hungria e a Rússia, e entre a Rússia e a Grã-Bretanha. A Rússia queria especialmente o controle de Constantinopla nos estreitos que conectavam o Mar Negro com o Mediterrâneo. A política britânica havia sido por muito tempo apoiar o Império Otomano contra a expansão russa. No entanto, em 1876, William Gladstone adicionou uma nova dimensão, escalando o conflito ao enfatizar as atrocidades otomanas contra os cristãos na Bulgária. As atrocidades - além dos ataques otomanos aos armênios e dos ataques russos aos judeus - atraíram a atenção pública em toda a Europa e diminuíram as chances de compromissos silenciosos.

### Metas de longo prazo
Cada um dos países prestou muita atenção aos seus próprios interesses a longo prazo, geralmente em cooperação com os seus aliados e amigos.

#### Império Otomano (Turquia)
O Império Otomano foi duramente pressionado por movimentos nacionalistas entre as populações cristãs, bem como por sua condição atrasada em termos de tecnologia moderna. Depois de 1900, a grande população árabe também se tornaria nacionalista. A ameaça de desintegração era real. O Egito, por exemplo, embora ainda nominalmente parte do Império Otomano, era virtualmente independente há um século e agora estava sob controle britânico. Nacionalistas turcos estavam surgindo, e o movimento dos Jovens Turcos de fato assumiu o império. Enquanto os governantes anteriores eram pluralistas, os Jovens Turcos eram hostis a todas as outras nacionalidades e aos não muçulmanos. As guerras geralmente eram derrotas, nas quais outra fatia de território era cortada e se tornava semi-independente, incluindo Grécia, Sérvia, Montenegro, Bulgária, Romênia, Bósnia e Albânia.

#### Império Austro-Húngaro
O Império Austro-Húngaro, foi uma monarquia constitucional multinacional entre 1867 e 1918. Movimentos nacionalistas estavam crescendo rapidamente. Os mais poderosos eram os húngaros, que preservaram seu status separado dentro da monarquia dos Habsburgos com o Compromisso Austro-Húngaro de 1867. Outras minorias ficaram altamente frustradas, embora alguns - especialmente os judeus - se sentissem protegidos pelo Império. Nacionalistas alemães, especialmente nos Sudetos (parte da Boêmia), no entanto, olhavam para Berlim no novo Império Alemão. Havia um pequeno elemento austríaco de língua alemã localizado ao redor de Viena, mas não demonstrava muito senso de nacionalismo austríaco. Ou seja, não exigia um estado independente, em vez disso, floresceu ao ocupar a maioria dos altos cargos militares e diplomáticos no Império. A Rússia era o principal inimigo, assim como grupos eslavos e nacionalistas dentro do Império (especialmente na Bósnia e Herzegovina) e na vizinha Sérvia. Embora Áustria, Alemanha e Itália tivessem uma aliança militar defensiva - a Tríplice Aliança - a Itália estava insatisfeita e queria uma fatia de território controlada por Viena.
Gyula Andrássy, após servir como primeiro-ministro húngaro, tornou-se Ministro das Relações Exteriores da Áustria-Hungria (1871–1879). Andrássy era conservador; suas políticas externas visavam expandir o Império para o sudeste da Europa, de preferência com apoio britânico e alemão, e sem alienar a Turquia. Ele via a Rússia como o principal adversário, por causa de suas próprias políticas expansionistas em relação às áreas eslavas e ortodoxas. Ele desconfiava dos movimentos nacionalistas eslavos como uma ameaça ao seu império multiétnico. À medida que as tensões aumentavam no início do século XX, a política externa do Império foi definida em 1906-1912 por seu poderoso ministro das Relações Exteriores, o conde Alois Lexa von Aehrenthal. Ele estava completamente convencido de que as minorias eslavas nunca poderiam se unir e que a Liga dos Balcãs nunca causaria nenhum dano à Áustria-Hungria. Em 1912, ele rejeitou uma proposta otomana de uma aliança que incluiria a Áustria-Hungria, a Turquia e a Romênia. Suas políticas alienaram os búlgaros, que se voltaram para a Rússia e a Sérvia. Embora a Áustria-Hungria não tivesse intenção de embarcar em uma expansão adicional para o sul, Aehrenthal encorajou especulações nesse sentido, esperando que isso paralisasse os estados balcânicos. Em vez disso, incitou-os a uma atividade febril para criar um bloco defensivo para deter a Áustria-Hungria. Uma série de erros de cálculo graves no mais alto nível fortaleceu significativamente os inimigos da Áustria-Hungria.

#### Rússia

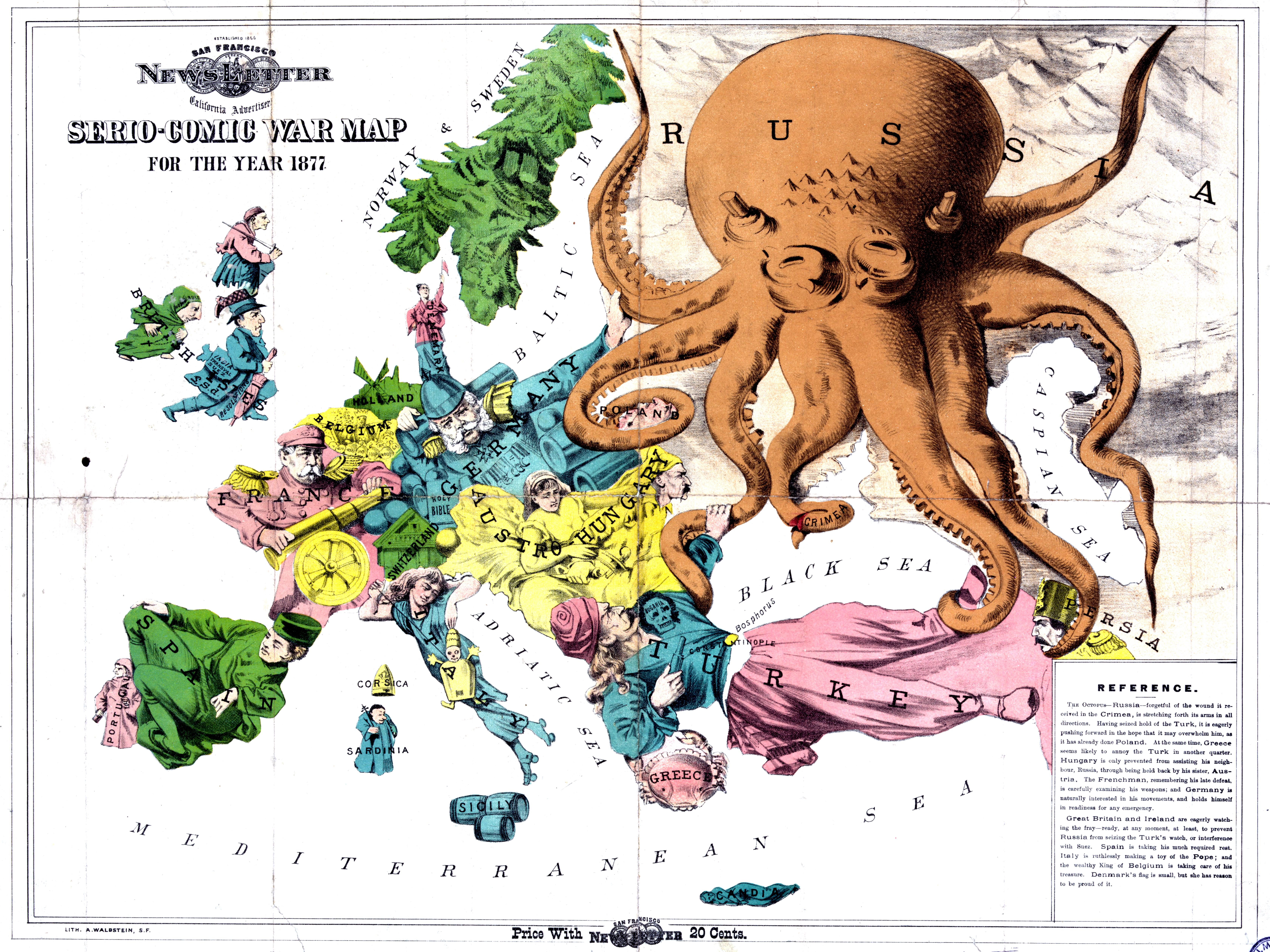
"A ameaça russa: um mapa de guerra sério-cômico para o ano de 1877", uma história em quadrinhos inglesa de 1877 que mostra a Rússia como um polvo monstruoso devorando terras vizinhas, especialmente o Império Otomano

A Rússia estava crescendo em força e queria acesso às águas quentes do Mediterrâneo. Para conseguir isso, precisava do controle do Estreito, conectando o Mar Negro e o Mediterrâneo, e, se possível, do controle de Constantinopla, a capital do Império Otomano. O nacionalismo eslavo estava em forte ascensão nos Bálcãs. Isso deu à Rússia a oportunidade de proteger os cristãos eslavos e ortodoxos. Isso a colocou em forte oposição ao Império Austro-Húngaro.

#### Sérvia
O Reino da Sérvia tinha múltiplos objetivos nacionais. Os intelectuais sérvios sonhavam com um estado eslavo do sul — que na década de 1920 se tornou a Iugoslávia . O grande número de sérvios que viviam na Bósnia via a Sérvia como o foco de seu nacionalismo, mas eles eram governados pelos alemães do Império Austríaco. A anexação da Bósnia pela Áustria-Hungria em 1908 alienou profundamente os povos sérvios. Os conspiradores juraram vingança, o que conseguiram em 1914 com o assassinato do herdeiro austro-húngaro. A Sérvia não tinha litoral e sentia fortemente a necessidade de acesso ao Mediterrâneo, de preferência pelo Mar Adriático. A Áustria trabalhou arduamente para bloquear o acesso sérvio ao mar, por exemplo, ajudando na criação da Albânia em 1912. Montenegro, o principal aliado da Sérvia, tinha um pequeno porto, mas o território austríaco interveio, bloqueando o acesso até que a Sérvia adquiriu Novi Pazar e parte da Macedônia do Império Otomano em 1913. Ao sul, a Bulgária bloqueou o acesso sérvio ao Mar Egeu. Sérvia, Grécia, Montenegro e Bulgária formaram a Liga Balcânica e entraram em guerra com os otomanos em 1912-1913. Eles venceram decisivamente e expulsaram aquele Império de quase todos os Balcãs. O principal inimigo restante era a Áustria-Hungria, que rejeitava fortemente o pan-eslavismo e o nacionalismo sérvio e estava pronta para fazer guerra para acabar com essas ameaças. O nacionalismo étnico condenaria o multicultural Império Austro-Húngaro. A expansão da Sérvia bloquearia as aspirações austríacas e alemãs de conexões ferroviárias diretas com Constantinopla e o Oriente Médio. A Sérvia dependia principalmente da Rússia para obter apoio como Grande Potência, mas a Rússia hesitou inicialmente em apoiar o pan-eslavismo e aconselhou cautela. No entanto, em 1914, mudou de posição e prometeu apoio militar à Sérvia.

#### Alemanha
A Alemanha não tinha envolvimento direto nos Bálcãs, mas indiretamente Bismarck percebeu que se tratava de uma grande fonte de tensão entre seus dois principais aliados, a Rússia e a Áustria-Hungria. Portanto, a política da Alemanha era minimizar o conflito nos Bálcãs.

### Grande Crise do Oriente de 1875–1878: Turquia em guerra com a Sérvia e a Rússia

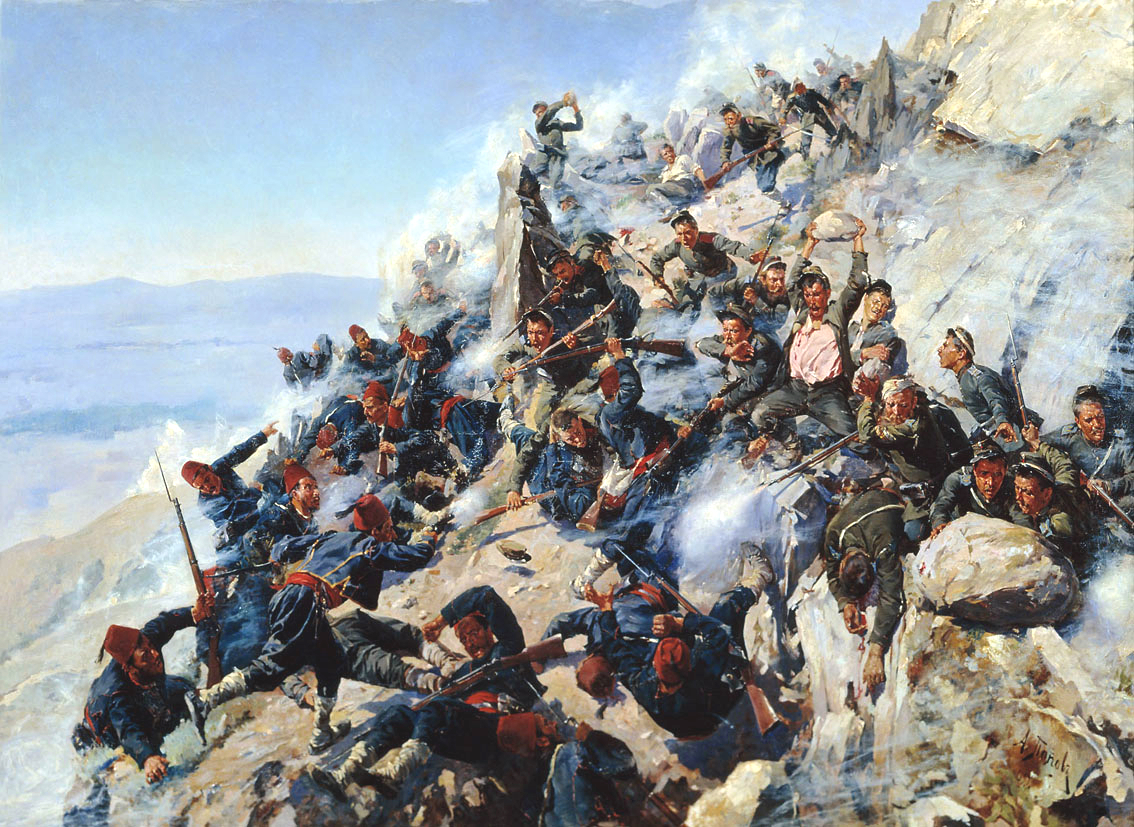
A defesa russa e búlgara do Passo de Shipka contra as tropas turcas foi crucial para a libertação da Bulgária.

Em 1876, Sérvia e Montenegro declararam guerra à Turquia e foram duramente derrotados, principalmente na Batalha de Alexinatz (1º de setembro de 1876). Gladstone publicou um panfleto irado sobre "Os horrores búlgaros e a questão do Oriente", que despertou enorme agitação na Grã-Bretanha contra o desgoverno turco e complicou a política do governo Disraeli de apoiar a Turquia contra a Rússia. A Rússia, que apoiava a Sérvia, ameaçou guerra contra a Turquia. Em agosto de 1877, a Rússia declarou guerra à Turquia e derrotou seus exércitos de forma constante. No início de janeiro de 1878, a Turquia pediu um armistício; a frota britânica chegou a Constantinopla tarde demais. A Rússia e a Turquia assinaram em 3 de março o Tratado de San Stefano, que foi altamente vantajoso para a Rússia, Sérvia e Montenegro, bem como para a Romênia e a Bulgária.

### Congresso de Berlim
Grã-Bretanha, França e Áustria-Hungria se opuseram ao Tratado de San Stefano porque ele dava à Rússia e à Bulgária muita influência nos Bálcãs, onde as insurreições eram frequentes. A guerra ameaçou. Após inúmeras tentativas, um grande acordo diplomático foi alcançado no Congresso de Berlim (junho-julho de 1878). O novo Tratado de Berlim revisou o tratado anterior. O chanceler alemão Otto von Bismarck presidiu o congresso e intermediou os compromissos. O Congresso encerrou os fortes laços entre a Alemanha e a Rússia e eles se tornaram rivais militares. A fraqueza óbvia do Império Otomano incitou o nacionalismo balcânico e encorajou Viena a se tornar um ator importante nos alinhamentos balcânicos. Em 1879, Bismarck moveu-se para solidificar o novo alinhamento de poder ao arquitetar uma aliança entre a Alemanha e a Áustria-Hungria.
Manter os grupos étnicos unidos não era uma prioridade quando as fronteiras foram traçadas, criando assim novas queixas entre grupos étnicos nacionalistas. Um resultado foi que a Áustria-Hungria assumiu o controle das províncias da Bósnia e Herzegovina, com a intenção de eventualmente fundi-las ao Império Austro-Húngaro. A Bósnia e Herzegovina foi eventualmente anexada pela Áustria-Hungria em 1908, para a ira dos sérvios. Os sérvios da Bósnia assassinaram o herdeiro da coroa da Áustria, Francisco Ferdinando, em 1914 e o resultado foi a Primeira Guerra Mundial.

### Direitos das minorias
O Tratado de Berlim de 1878 continha um novo tipo de disposição que protegia as minorias nos Bálcãs e nos estados recém-independentes. O reconhecimento como grande potência era nominalmente condicionado à promessa de garantias de liberdade religiosa e cívica para as minorias religiosas locais. A historiadora Carol Fink argumenta:
| “ | "As cláusulas impostas sobre os direitos das minorias tornaram-se requisitos não só para o reconhecimento, mas também, como nos casos da Sérvia, Montenegro e Roménia, condições para receber concessões específicas de território." | ” |

Fink relata que essas disposições geralmente não eram aplicadas — não existia nenhum mecanismo adequado e as Grandes Potências tinham pouco interesse em fazê-lo. As proteções faziam parte do Tratado de Versalhes em 1919 e tornaram-se cada vez mais importantes após a Segunda Guerra Mundial.

### Políticas britânicas
A Grã-Bretanha manteve-se distante de alianças no final do século XIX, com uma independência possibilitada por sua localização insular, sua marinha dominante, sua posição dominante em finanças e comércio e sua forte base industrial. Rejeitou tarifas e praticou o livre comércio. Depois de perder o poder na Grã-Bretanha em 1874, o líder liberal Gladstone retornou ao centro do palco em 1876, clamando por uma política externa moralista, em oposição ao realismo de seu grande adversário Benjamin Disraeli. A questão traçou a linha partidária entre os liberais de Gladstone (que denunciavam os otomanos imorais) e os conservadores de Disraeli (que minimizavam as atrocidades e apoiavam o Império Otomano como uma compensação ao poder russo). Disraeli havia ameaçado guerra com a Rússia sobre a questão e Gladstone argumentou que ele estava errado. A opinião liberal foi convulsionada por atrocidades nos Bálcãs, em particular o massacre de mais de 10.000 búlgaros cristãos por irregulares turcos. Gladstone denunciou os turcos por cometerem "luxúrias abomináveis e bestiais... diante das quais o próprio Inferno quase coraria" e exigiu que retirassem do solo europeu "todas as suas bagagens". Seu panfleto vendeu impressionantes 200.000 cópias.
O clímax foi sua "campanha de Midlothian" de 1880, quando acusou o governo de Disraeli de incompetência financeira, negligência com a legislação interna e má gestão dos assuntos externos. Gladstone sentiu um chamado de Deus para ajudar os sérvios e búlgaros (que eram cristãos ortodoxos orientais); ele falou como um antigo profeta hebreu denunciando a tirania e a opressão. O verdadeiro público não era o eleitorado local, mas a Grã-Bretanha como um todo, especialmente os elementos evangélicos. Ao apelar para vastas audiências que denunciavam a política externa pró-turca de Disraeli, Gladstone tornou-se uma força moral na Europa, unificou seu partido e foi levado de volta ao poder.

### Política alemã, 1870–1890
O chanceler Bismarck assumiu o comando total da política externa alemã de 1870 até sua demissão em 1890. Seu objetivo era uma Europa pacífica, baseada no equilíbrio de poder, com a Alemanha desempenhando um papel central; sua política foi um sucesso. A Alemanha tinha a economia mais forte da Europa continental e o exército mais forte. Bismarck deixou claro para todos que a Alemanha não tinha nenhum desejo de adicionar nenhum território na Europa e tentou se opor à expansão colonial alemã. Bismarck temia que uma combinação hostil da Áustria-Hungria, França e Rússia pudesse sobrecarregar a Alemanha. Se dois deles fossem aliados, o terceiro se aliaria à Alemanha somente se a Alemanha cedesse a demandas excessivas. A solução foi se aliar a dois dos três. Em 1873, ele formou a Liga dos Três Imperadores, uma aliança do kaiser da Alemanha, do czar da Rússia e do imperador da Áustria-Hungria. Ela protegeu a Alemanha contra uma guerra com a França. Os três imperadores juntos poderiam controlar a Europa Central e Oriental, garantindo que grupos étnicos rebeldes como os poloneses fossem mantidos sob controle. Os Bálcãs representavam um problema mais sério, e a solução de Bismarck foi dar à Áustria a predominância nas áreas ocidentais e à Rússia nas áreas orientais. O sistema entrou em colapso em 1887. O Kaiser Wilhelm depôs Bismarck em 1890 e desenvolveu sua própria política externa agressiva. O Kaiser rejeitou a aliança russa, e a Rússia, por sua vez, voltou-se para uma aliança com a França.

#### Crise da "Guerra à Vista" de 1875
Entre 1873 e 1877, a Alemanha interveio repetidamente nos assuntos internos dos vizinhos da França. Na Bélgica, Espanha e Itália, Bismarck exerceu forte e sustentada pressão política para apoiar a eleição ou nomeação de governos liberais e anticlericais. Isso fazia parte de uma estratégia integrada para promover o republicanismo na França, isolando estratégica e ideologicamente o regime clerical-monarquista do presidente Patrice de MacMahon. Esperava-se que, ao cercar a França com vários estados liberais, os republicanos franceses pudessem derrotar MacMahon e seus apoiadores reacionários. O conceito moderno de contenção fornece um modelo útil para entender a dinâmica dessa política.
A contenção quase saiu do controle em 1875 na Crise da Krieg-in-Sicht [de]. Esta crise foi desencadeada por um editorial num influente jornal diário de Berlim, Die Post [de], intitulado "Ist Krieg in Sicht?" ("A guerra está à vista?"). De acordo com este editorial, alguns alemães altamente influentes — alarmados com o rápido rearmamento da França após sua derrota em 1871 — falaram em lançar uma guerra preventiva contra a França. Isso causou um susto de guerra na Alemanha e na França. A Grã-Bretanha e a Rússia deixaram claro que não tolerariam uma guerra preventiva. Bismarck também não queria nenhuma guerra, mas a crise inesperada o forçou a levar em conta o medo e o alarme que sua intimidação e o rápido crescimento do poder da Alemanha estavam causando entre seus vizinhos. A crise reforçou a determinação de Bismarck de que a Alemanha tinha que trabalhar de forma proativa para preservar a paz na Europa, em vez de reagir passivamente aos eventos.

### Aliança entre a Rússia e a França, 1894–1914
O desenvolvimento central na política externa russa foi afastar-se da Alemanha e aproximar-se da França. Isso se tornou possível em 1890, quando Bismarck foi demitido do cargo e a Alemanha se recusou a renovar o secreto Tratado de Resseguro de 1887 com a Rússia. Isso encorajou a expansão russa na Bulgária e no Estreito. Isso significava que tanto a França quanto a Rússia estavam sem grandes aliados; a França tomou a iniciativa e financiou o desenvolvimento econômico russo e explorou uma aliança militar. A Rússia nunca foi amigável com a França e se lembrava das guerras na Crimeia e da invasão napoleônica; via a França republicana como uma fonte perigosa de subversão à autocracia czarista da Rússia. A França, que havia sido excluída de todo o sistema de alianças por Bismarck, decidiu melhorar as relações com a Rússia. Emprestou dinheiro aos russos, expandiu o comércio e começou a vender navios de guerra depois de 1890. Enquanto isso, depois que Bismarck perdeu o cargo em 1890, não houve renovação do tratado de resseguro entre a Rússia e a Alemanha. Os banqueiros alemães deixaram de emprestar dinheiro à Rússia, que passou a depender cada vez mais dos bancos parisienses.
Em 1894, um tratado secreto estipulava que a Rússia socorreria a França caso esta fosse atacada pela Alemanha. Outra estipulação era que, em uma guerra contra a Alemanha, a França mobilizaria imediatamente 1,3 milhão de homens, enquanto a Rússia mobilizaria de 700.000 a 800.000. Previa que, se qualquer membro da Tríplice Aliança (Alemanha, Áustria-Hungria e Itália) mobilizasse suas reservas em preparação para a guerra, tanto a Rússia quanto a França mobilizariam as suas. "A mobilização é a declaração de guerra", disse o chefe do Estado-Maior francês ao czar Alexandre III em 1892. "Mobilizar é obrigar o vizinho a fazer o mesmo." Isso preparou o gatilho para julho de 1914.
George F. Kennan argumenta que a Rússia foi a principal responsável pelo colapso da política de alianças de Bismarck na Europa e pelo início da decadência que levou à Primeira Guerra Mundial. Kennan culpa a fraca diplomacia russa, centrada em suas ambições nos Bálcãs. Kennan afirma que a política externa de Bismarck foi elaborada para evitar qualquer guerra de grande porte, mesmo diante da melhora das relações franco-russas. A Rússia abandonou a Liga dos Três Imperadores de Bismarck (com a Alemanha e a Áustria) e, em vez disso, aceitou a proposta francesa de relações mais estreitas e uma aliança militar.

## Crises dos Bálcãs: 1908–1913

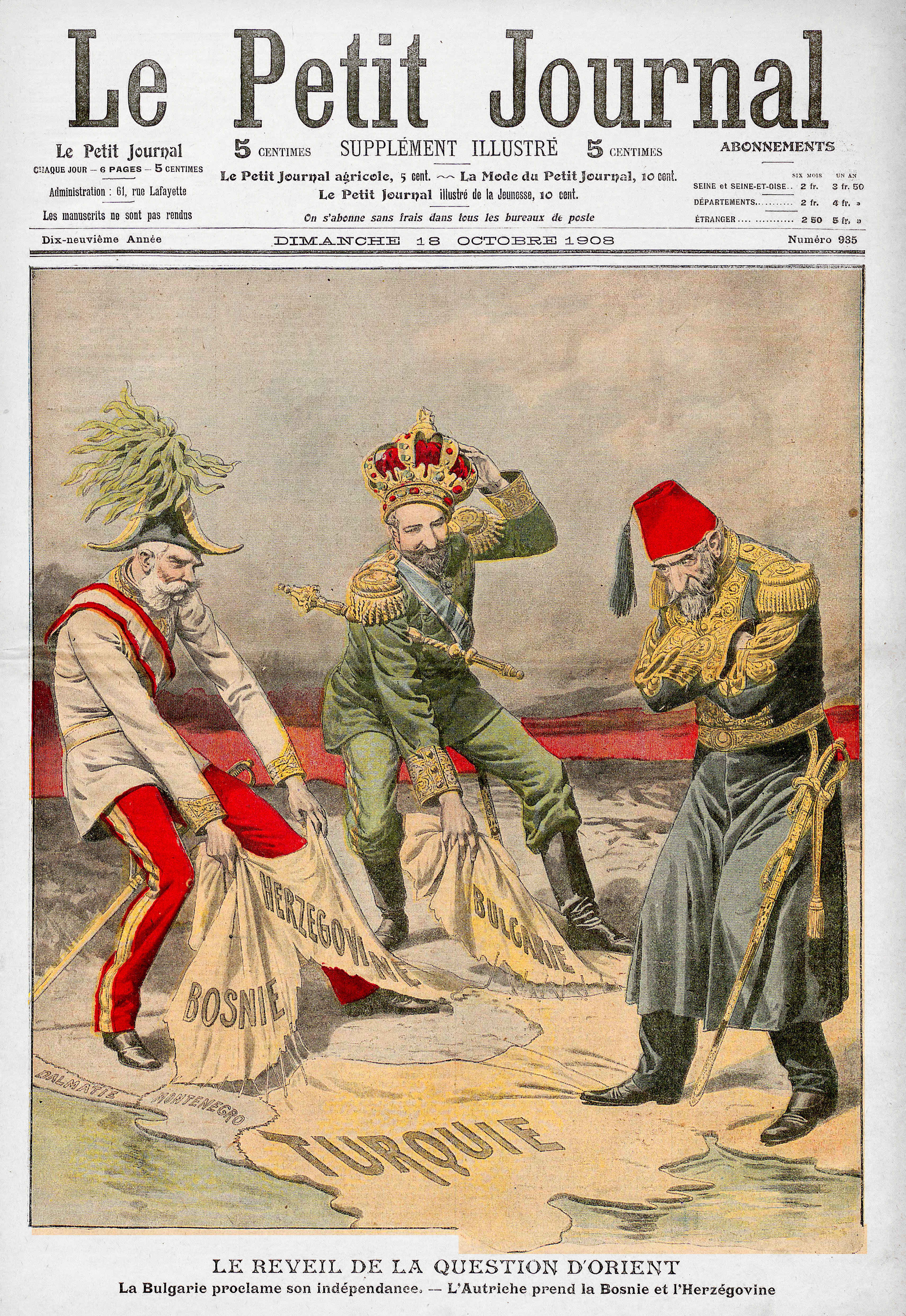
Capa do periódico francês Le Petit Journal sobre a crise da Bósnia: O príncipe Fernando da Bulgária declara independência e é proclamado czar, e o imperador austríaco Francisco José anexa a Bósnia e Herzegovina, enquanto o sultão otomano Abdulamide II observa.

### Crise da Bósnia de 1908–1909
A Crise Bósnia de 1908-1909 começou em 8 de outubro de 1908, quando Viena anunciou a anexação da Bósnia e Herzegovina. Esses territórios eram nominalmente parte do Império Otomano, mas haviam sido entregues sob custódia à Áustria-Hungria no Congresso de Berlim em 1878. Essa ação unilateral — programada para coincidir com a declaração de independência da Bulgária (5 de outubro) do Império Otomano — provocou protestos de todas as Grandes Potências, especialmente da Sérvia e Montenegro. Em abril de 1909, o Tratado de Berlim foi alterado para refletir o fato consumado e pôr fim à crise. A crise prejudicou permanentemente as relações entre a Áustria-Hungria, de um lado, e a Sérvia, a Itália e a Rússia, do outro. Na época, parecia uma vitória diplomática total para Viena, mas a Rússia decidiu não recuar novamente e acelerou seu reforço militar. As relações austro-húngaras-sérvias tornaram-se permanentemente tensas. Despertou uma intensa raiva entre os nacionalistas sérvios que levou ao assassinato de Francisco Ferdinando em 1914.

### Guerras dos Bálcãs
O colapso contínuo do Império Otomano levou a duas guerras nos Balcãs, em 1912 e 1913, que foram um prelúdio para a Primeira Guerra Mundial. Em 1900, os estados-nação haviam se formado na Bulgária, Grécia, Montenegro e Sérvia. No entanto, muitos de seus compatriotas étnicos viviam sob o controle do Império Otomano. Em 1912, esses países formaram a Liga dos Balcãs. Houve três causas principais para a Primeira Guerra dos Balcãs. O Império Otomano foi incapaz de se reformar, governar satisfatoriamente ou lidar com o crescente nacionalismo étnico de seus diversos povos. Em segundo lugar, as Grandes Potências brigaram entre si e não conseguiram garantir que os Otomanos realizariam as reformas necessárias. Isso levou os estados dos Balcãs a impor sua própria solução. Mais importante, os membros da Liga dos Balcãs estavam confiantes de que ela poderia derrotar os turcos. Sua previsão foi precisa, pois Constantinopla pediu termos após seis semanas de luta.
A Primeira Guerra Balcânica eclodiu quando a Liga atacou o Império Otomano em 8 de outubro de 1912 e terminou sete meses depois com o Tratado de Londres de 1913. Após cinco séculos, o Império Otomano perdeu praticamente todas as suas possessões nos Balcãs. O Tratado havia sido imposto pelas Grandes Potências, e os estados balcânicos vitoriosos estavam insatisfeitos com ele. A Bulgária estava insatisfeita com a divisão dos despojos na Macedônia, feita em segredo por seus antigos aliados, Sérvia e Grécia. A Bulgária atacou para forçá-los a sair da Macedônia, começando a Segunda Guerra Balcânica. Os exércitos sérvio e grego repeliram a ofensiva búlgara e contra-atacaram na Bulgária, enquanto a Romênia e o Império Otomano também atacaram a Bulgária e ganharam (ou recuperaram) território. No resultante Tratado de Bucareste, a Bulgária perdeu a maioria dos territórios que havia conquistado na Primeira Guerra Balcânica.
O resultado a longo prazo foi o aumento da tensão nos Balcãs. As relações entre a Áustria e a Sérvia tornaram-se cada vez mais tensas. A Rússia sentiu-se humilhada depois de a Áustria e a Alemanha a terem impedido de ajudar a Sérvia. A Bulgária e a Turquia também ficaram insatisfeitas e acabaram por se juntar à Áustria e à Alemanha na Primeira Guerra Mundial.

## Chegada da Segunda Guerra Mundial

Alinhamentos diplomáticos europeus em 1914; a Itália era neutra em 1914 e mudou para a Entente em 1915

As principais causas da Primeira Guerra Mundial, que eclodiu inesperadamente na Europa Central no verão de 1914, incluíram muitos fatores, como os conflitos e a hostilidade das quatro décadas que antecederam a guerra. Militarismo, alianças, imperialismo e nacionalismo étnico desempenharam papéis importantes. No entanto, as origens imediatas da guerra residem nas decisões tomadas por estadistas e generais durante a Crise de 1914, que foi desencadeada pelo assassinato do arquiduque Francisco Ferdinando (o arquiduque da Áustria-Hungria) por uma organização secreta sérvia, a Mão Negra.

### Alemanha teme cerco
Berlim se concentrou em uma suposta conspiração de seus inimigos: que ano após ano, no início do século XX, era sistematicamente cercada por inimigos. Havia um medo crescente em Berlim de que a suposta coalizão inimiga da Rússia, França e Grã-Bretanha estivesse se fortalecendo militarmente a cada ano, especialmente a Rússia. Quanto mais Berlim esperasse, menor a probabilidade de prevalecer em uma guerra. De acordo com o historiador americano Gordon A. Craig, "foi depois desse revés no Marrocos em 1905 que o medo do cerco começou a ser um fator potente na política alemã". Poucos observadores externos concordaram com a noção da Alemanha como vítima de cerco deliberado. O historiador inglês G. M. Trevelyan expressou o ponto de vista britânico:
| “ | O cerco, tal como foi, foi obra da própria Alemanha. Ela se cercou alienando a França sobre a Alsácia-Lorena, a Rússia com seu apoio à política antieslava da Áustria-Hungria nos Bálcãs, e a Inglaterra com a construção de sua frota rival. Ela criou com a Áustria-Hungria um bloco militar no coração da Europa tão poderoso e, ao mesmo tempo, tão inquieto que seus vizinhos de cada lado não tinham escolha a não ser se tornarem seus vassalos ou se unirem em busca de proteção... Eles usaram sua posição central para criar medo em todos os lados, a fim de alcançar seus objetivos diplomáticos. E então reclamaram que haviam sido cercados por todos os lados. | ” |

### Mobilizando exércitos
Por volta das décadas de 1870 ou 1880, todas as grandes potências estavam se preparando para uma guerra em larga escala, embora nenhuma a esperasse. A Grã-Bretanha se concentrou em fortalecer sua Marinha Real, já mais forte do que as duas marinhas seguintes juntas. Alemanha, França, Áustria, Itália e Rússia, e alguns países menores, estabeleceram sistemas de conscrição pelos quais jovens serviriam de 1 a 3 anos no exército e, em seguida, passariam os próximos 20 anos ou mais na reserva com treinamento anual de verão. Homens de status social mais elevado tornaram-se oficiais.
Cada país concebeu um sistema de mobilização que permitia que as reservas fossem rapidamente convocadas e enviadas para pontos-chave por via ferroviária. Todos os anos, os planos eram atualizados e ampliados em termos de complexidade. Cada país estocava armas e suprimentos para um exército que somava milhões.
Em 1874, a Alemanha tinha um exército regular profissional de 420.000 homens, com 1,3 milhão de reservas adicionais. Em 1897, o exército regular contava com 545.000 homens e as reservas, 3,4 milhões. Os franceses, em 1897, tinham 3,4 milhões de reservistas, a Áustria-Hungria, 2,6 milhões, e a Rússia, 4,0 milhões. Os vários planos de guerra nacionais foram aperfeiçoados em 1914, embora a Rússia e a Áustria-Hungria estivessem atrás em eficácia. Todos os planos previam uma abertura decisiva e uma guerra curta.

### França

Estudantes franceses aprendem sobre as províncias da Alsácia-Lorena, conquistadas pela Alemanha em 1871.

Durante alguns anos após a sua derrota em 1871, a França demonstrou um amargo revanchismo: um profundo sentimento de amargura, ódio e exigência de vingança contra a Alemanha, especialmente devido à perda da Alsácia-Lorena. Pinturas que enfatizavam a humilhação da derrota foram muito procuradas, como as de Alphonse de Neuville.
Os formuladores de políticas franceses não estavam fixados em vingança. No entanto, a forte opinião pública em relação à Alsácia-Lorena significava que a amizade com a Alemanha era impossível a menos que as províncias fossem devolvidas, e a opinião pública na Alemanha não permitiria que um retorno acontecesse. Então a Alemanha trabalhou para isolar a França e a França buscou aliados contra a Alemanha, especialmente a Rússia e a Grã-Bretanha. Além talvez da ameaça alemã, a maioria dos cidadãos franceses ignorou os assuntos estrangeiros e coloniais. Em 1914, o principal grupo de pressão era o Parti colonial, uma coalizão de 50 organizações com um total combinado de 5.000 membros.
A França tinha colônias na Ásia e procurou alianças e encontrou no Japão um possível aliado. A pedido do Japão, Paris enviou missões militares em 1872-1880, em 1884-1889 e em 1918-1919 para ajudar a modernizar o Exército Imperial Japonês. Os conflitos com a Dinastia Qing da China sobre a Indochina atingiram o clímax durante a Guerra Sino-Francesa (1884-1885). O almirante Amédée Courbet destruiu a frota chinesa ancorada em Fuzhou. O tratado que encerrou a guerra colocou a França em um protetorado sobre o norte e o centro do Vietnã, que ela dividiu em Tonquim e Aname.
A política externa de Bismarck isolou com sucesso a França das outras grandes potências. Após a demissão de Bismarck, o Kaiser Wilhelm assumiu posições erráticas que confundiram os diplomatas. Ninguém conseguia entender seus objetivos. A Alemanha encerrou seus tratados secretos com a Rússia e rejeitou laços estreitos com a Grã-Bretanha. A França viu sua oportunidade, pois a Rússia estava procurando um novo parceiro e os financiadores franceses investiram pesadamente no desenvolvimento econômico russo. Em 1893, Paris e São Petersburgo assinaram uma aliança. A França não estava mais isolada – mas a Alemanha estava cada vez mais isolada e desconfiada, tendo apenas a Áustria-Hungria como aliada séria. A Tríplice Aliança incluía Alemanha, Áustria-Hungria e Itália, mas a Itália tinha sérias disputas com a Áustria-Hungria e mudou de lado quando a guerra mundial eclodiu. A Grã-Bretanha também estava se movendo em direção a alianças, tendo abandonado sua política de esplêndido isolamento. Em 1903, a França resolveu suas disputas com a Grã-Bretanha. Depois que a Rússia e a Grã-Bretanha resolveram suas disputas sobre a Pérsia na Convenção Anglo-Russa de 1907, o caminho estava aberto para a Tríplice Entente, formada por França, Grã-Bretanha e Rússia. Ela formou a base dos Aliados na Primeira Guerra Mundial.

#### Aliança Franco-Russa
A França estava profundamente dividida entre os monarquistas de um lado e os republicanos do outro. A princípio, os republicanos pareciam altamente improváveis de acolher qualquer aliança militar com a Rússia. Essa grande nação era pobre e não industrializada; era intensamente religiosa e autoritária, sem nenhum senso de democracia ou liberdade para seus povos. Oprimia a Polônia, exilava e até executava liberais e radicais políticos. Numa época em que os republicanos franceses se uniam no caso Dreyfus contra o antissemitismo, a Rússia era o centro mais notório do mundo de ultrajes antissemitas, incluindo múltiplos pogroms assassinos em larga escala contra os judeus. Por outro lado, a França estava cada vez mais frustrada com o sucesso de Bismarck em isolá-la diplomaticamente. A França tinha problemas com a Itália, que era aliada da Alemanha e da Áustria-Hungria na Tríplice Aliança. Paris fez algumas propostas a Berlim, mas foram rejeitadas, e depois de 1900 houve uma ameaça de guerra entre a França e a Alemanha devido à tentativa da Alemanha de impedir a expansão francesa no Marrocos. A Grã-Bretanha ainda se encontrava em seu modo de "esplêndido isolamento" e, após um importante acordo com a Alemanha em 1890, parecia especialmente favorável a Berlim. Conflitos coloniais na África levaram a Grã-Bretanha e a França a uma grande crise: a crise de Fashoda, em 1898, levou a Grã-Bretanha e a França à beira da guerra e culminou em uma humilhação da França que a tornou hostil à Grã-Bretanha. Em 1892, a Rússia era a única oportunidade para a França romper seu isolamento diplomático. A Rússia havia se aliado à Alemanha: o novo Kaiser, Guilherme, destituiu Bismarck em 1890 e, em 1892, encerrou o "Tratado de Resseguro" com a Rússia. A Rússia estava agora sozinha diplomaticamente e, como a França, precisava de uma aliança militar para conter a ameaça do forte exército e da agressividade militar da Alemanha. O papa, irritado com o anticatolicismo alemão, trabalhou diplomaticamente para unir Paris e São Petersburgo. A Rússia precisava desesperadamente de dinheiro para infraestrutura ferroviária e instalações portuárias. O governo alemão recusou-se a permitir que os seus bancos emprestassem dinheiro à Rússia, mas os bancos franceses fizeram-no avidamente. Por exemplo, financiou a essencial Ferrovia Transiberiana. As negociações foram cada vez mais bem-sucedidas e, em 1895, a França e a Rússia assinaram a Aliança Franco-Russa, uma forte aliança militar para se juntarem à guerra se a Alemanha atacasse qualquer uma delas. A França finalmente escapou do seu isolamento diplomático.
Em seu esforço contínuo para isolar a Alemanha, a França fez um grande esforço para cortejar a Grã-Bretanha, notavelmente na Entente Cordiale de1904 e, finalmente, na Entente Anglo-Russa em 1907, que se tornou a Tríplice Entente. Paris e Londres tiveram uma discussão militar de alto nível sobre coordenação em uma guerra conjunta contra a Alemanha. Em 1914, a Rússia e a França trabalharam juntas, e a Grã-Bretanha era hostil o suficiente para se juntar a eles assim que a Alemanha invadiu a Bélgica.

#### Relações anglo-germânicas deterioram-se: 1880–1904
Na década de 1880, as relações entre a Grã-Bretanha e a Alemanha melhoraram, pois os principais formuladores de políticas, o primeiro-ministro Lord Salisbury e o chanceler Bismarck, eram ambos conservadores realistas e em grande parte concordavam com as políticas. Houve várias propostas para um tratado formal de relacionamento entre a Alemanha e a Grã-Bretanha, mas elas não deram em nada; a Grã-Bretanha preferiu permanecer no que chamou de "isolamento esplêndido". No entanto, uma série de desenvolvimentos melhorou constantemente suas relações até 1890, quando Bismarck foi demitido pelo agressivo novo Kaiser Guilherme II. Em janeiro de 1896, ele aumentou as tensões com seu telegrama Kruger parabenizando o presidente bôer Paul Kruger do Transvaal por repelir o ataque de Jameson. Autoridades alemãs em Berlim conseguiram impedir o Kaiser de propor um protetorado alemão sobre o Transvaal. Na Segunda Guerra dos Bôeres, a Alemanha simpatizou com os bôeres. Em 1897, o almirante Alfred von Tirpitz tornou-se secretário de Estado naval alemão e iniciou a transformação da Marinha Imperial Alemã de uma pequena força de defesa costeira para uma frota destinada a desafiar o poder naval britânico. Tirpitz pede uma Riskflotte (Frota de Risco) que tornaria muito arriscado para a Grã-Bretanha enfrentar a Alemanha como parte de uma tentativa mais ampla de alterar o equilíbrio de poder internacional decisivamente a favor da Alemanha. Ao mesmo tempo, o ministro das Relações Exteriores alemão, Bernhard von Bülow, pediu por Weltpolitik (Política mundial). Era a nova política da Alemanha afirmar sua reivindicação de ser uma potência global. O conservadorismo de Bismarck foi abandonado, pois a Alemanha pretendia desafiar e perturbar a ordem internacional. Depois disso, as relações se deterioraram constantemente. Londres começou a ver Berlim como uma força hostil e mudou para relações mais amigáveis com a França.

#### Duas crises em Marrocos
Marrocos, na costa noroeste da África, foi o último grande território da África não controlado pelo poder colonial. Marrocos era nominalmente governado por seu sultão. Mas em 1894, a criança Abdelazize de Marrocos assumiu o trono e logo morreu, deixando o caos. Em 1900, Marrocos foi palco de várias guerras locais iniciadas por pretendentes ao sultanato, pela falência do tesouro e por várias revoltas tribais. Ninguém estava no comando. O ministro das Relações Exteriores francês, Théophile Delcassé, viu a oportunidade de estabilizar a situação e expandir o império ultramarino francês. O general Hubert Lyautey queria uma política militar mais agressiva usando seu exército francês baseado na Argélia. A França decidiu usar tanto a diplomacia quanto a força militar. Com a aprovação britânica, controlaria o sultão, governando em seu nome e estendendo o controle francês. A aprovação britânica foi recebida na Entente Cordiale de 1904. A Alemanha não queria o próprio Marrocos, mas se sentiu envergonhada pelo fato de a França estar obtendo ganhos enquanto a Alemanha não. Em 31 de março de 1905, o Kaiser Guilherme II da Alemanha visitou Tânger, capital do Marrocos, e proferiu um discurso veemente exigindo uma conferência internacional para garantir a independência do Marrocos, tendo a guerra como alternativa. O objetivo da Alemanha na Primeira Crise Marroquina era aumentar seu prestígio e enfraquecer a Entente Cordiale, que ligava a Grã-Bretanha à França. A historiadora Heather Jones argumenta que o uso da retórica belicista pela Alemanha foi uma manobra diplomática deliberada:
| “ | Outra estratégia alemã era encenar gestos dramáticos e perigosamente aumentar a ameaça de guerra, na crença de que isso incutiria nas outras potências europeias a importância da consulta com a Alemanha sobre questões imperiais: o fato de a França não ter considerado necessário firmar um acordo bilateral com a Alemanha sobre o Marrocos o irritava, especialmente considerando a profunda insegurança alemã quanto ao seu recém-adquirido status de Grande Potência. Assim, a Alemanha optou por um aumento da retórica beligerante e, teatralmente, o Kaiser Guilherme II interrompeu dramaticamente um cruzeiro pelo Mediterrâneo para visitar Tânger, onde declarou o apoio da Alemanha à independência do sultão e à integridade de seu reino, transformando o Marrocos da noite para o dia em uma "crise" internacional. O plano da Alemanha saiu pela culatra quando a Grã-Bretanha deixou claro que, em caso de um ataque alemão à França, interviria ao lado da França. Em 1906, a Conferência de Algeciras encerrou a crise com uma dolorosa derrota diplomática para a Alemanha, com a França conquistando o papel dominante no Marrocos. A experiência aproximou Londres e Paris e estabeleceu a presunção de que seriam aliadas caso a Alemanha atacasse qualquer uma delas. A aventura alemã resultou em fracasso, pois a Alemanha ficou ainda mais isolada e alienada. Uma consequência importante foi o aumento do sentimento de frustração e prontidão para a guerra na Alemanha. Esse sentimento se espalhou para além da elite política, atingindo grande parte da imprensa e a maioria dos partidos políticos, exceto o Liberais e o Sociais-democratas à esquerda. O elemento pangermânico se fortaleceu e denunciou a retirada de seu governo como traição, intensificando o apoio chauvinista à guerra. | ” |

Na Crise de Agadir de 1911, a França usou a força para assumir maior controle sobre o Marrocos. O Ministro das Relações Exteriores alemão, Alfred von Kiderlen-Waechter, não se opôs a essas medidas, mas acreditava que a Alemanha tinha direito a alguma compensação em outras partes da África. Ele enviou um pequeno navio de guerra, fez ameaças ameaçadoras e incitou a ira entre os nacionalistas alemães. França e Alemanha logo chegaram a um acordo. No entanto, o gabinete britânico ficou alarmado com a agressividade da Alemanha em relação à França. David Lloyd George fez um discurso dramático na "Mansion House", denunciando a medida alemã como uma humilhação intolerável. Falou-se em guerra, e a Alemanha recuou. As relações entre Berlim e Londres permaneceram azedas.

### Corrida naval britânico-alemã

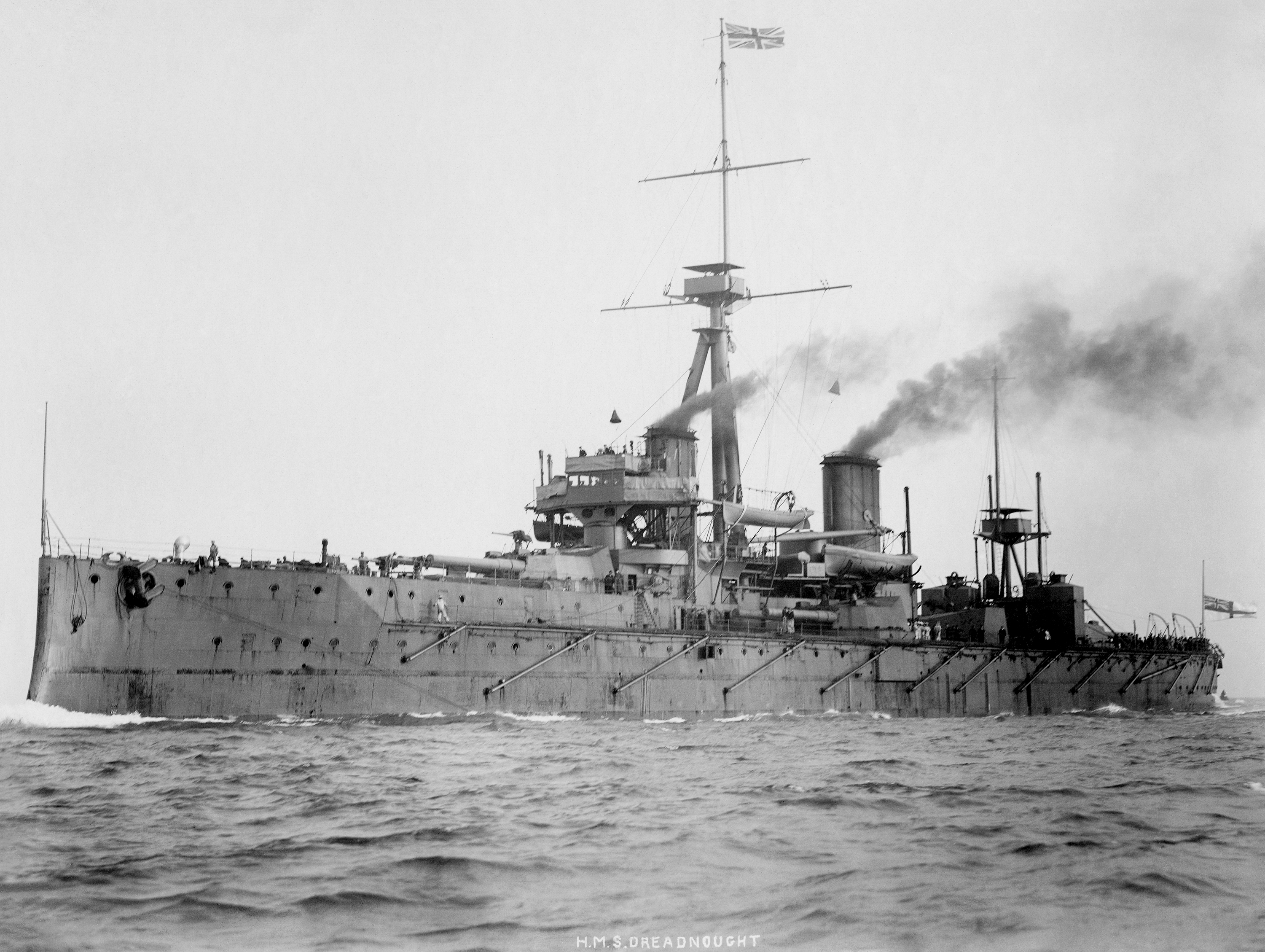
O Dreadnought britânico (1906) tornou todos os navios de guerra obsoletos porque tinha dez grandes canhões de longo alcance de 12 polegadas, telêmetros mecânicos semelhantes a computadores, motores de turbina de alta velocidade que podiam atingir 21 nós e placas de blindagem de 11 polegadas de espessura

Após 1805, o domínio da Marinha Real Britânica foi incontestável; na década de 1890, a Alemanha decidiu igualá-lo. O Grande Almirante Alfred von Tirpitz (1849 – 1930) dominou a política naval alemã de 1897 a 1916. Antes da formação do Império Alemão em 1871, a Prússia nunca teve uma marinha considerável, nem os outros estados alemães. Tirpitz transformou a modesta frota em uma força de classe mundial que poderia ameaçar a Marinha Real Britânica. Os britânicos responderam com nova tecnologia tipificada pela revolução Dreadnought e permaneceram na liderança.
A Marinha Imperial Alemã não era forte o suficiente para confrontar os britânicos na Primeira Guerra Mundial; a única grande batalha naval da Jutlândia não conseguiu acabar com o controle britânico dos mares ou quebrar o bloqueio sufocante. A Alemanha recorreu à guerra submarina. As leis da guerra exigiam que um esforço fosse feito para permitir que passageiros e tripulantes embarcassem em botes salva-vidas antes de afundar um navio. Os alemães desrespeitaram a lei e, no episódio mais dramático, afundaram o Lusitania em 1915 em poucos minutos. Os EUA exigiram que parasse, e a Alemanha assim o fez. O almirante Henning von Holtzendorff (1853–1919), chefe do estado-maior do almirantado, argumentou com sucesso no início de 1917 para retomar os ataques e, assim, matar os britânicos de fome. O alto comando alemão percebeu que a retomada da guerra submarina irrestrita significava guerra com os Estados Unidos, mas calculou que a mobilização americana seria lenta demais para impedir uma vitória alemã na Frente Ocidental.

## A Grande Guerra

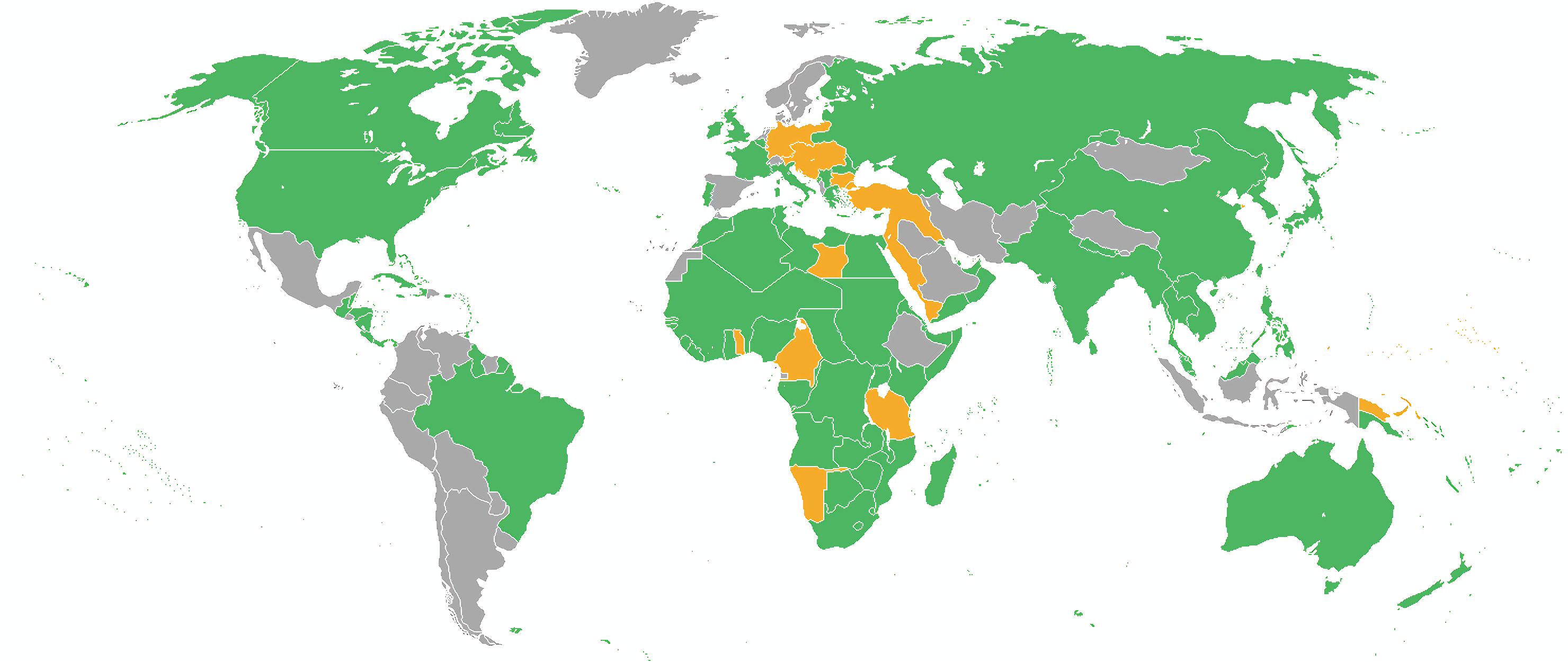
Os participantes da Primeira Guerra Mundial. Aqueles que lutaram ao lado dos Aliados estão em verde, as Potências Centrais em laranja e os países neutros em cinza.

A Primeira Guerra Mundial foi um conflito global que durou de 1914 a 1918. Viu as Potências Centrais (Alemanha e Áustria-Hungria, mais tarde unidas pelo Império Otomano e Bulgária), lutando contra as potências "Entente" ou "Aliadas", lideradas pela Grã-Bretanha, Rússia e França a partir de 1914, às quais se juntou mais tarde a Itália em 1915, e outros países como a Romênia em 1916. Os Estados Unidos, inicialmente neutros, tentaram intermediar um acordo, mas em abril de 1917, declararam guerra à Alemanha. Os EUA cooperaram com os Aliados, mas não se juntaram formalmente a eles, e negociaram a paz separadamente. Apesar de vencer a Romênia em 1916 (embora a Romênia tenha continuado a lutar até maio de 1918, voltando a se juntar à guerra em novembro de 1918) e a Rússia em março de 1918, as Potências Centrais entraram em colapso em novembro de 1918; e a Alemanha aceitou um armistício que na prática foi uma rendição total. Grande parte dos esforços diplomáticos das grandes potências foi orientada para empurrar países neutros para a aliança com promessas de ricas recompensas territoriais. Grã-Bretanha, Estados Unidos e Alemanha gastaram grandes somas financiando seus aliados. Campanhas de propaganda para manter o moral em casa e minar o moral no campo inimigo, especialmente entre as minorias, eram uma prioridade para as grandes potências. Eles também se envolveram em subversão, subsidiando grupos políticos que tentam derrubar o regime inimigo, como os bolcheviques fizeram na Rússia em 1917. Ambos os lados fizeram acordos secretos com neutros para atraí-los a se juntar à guerra em troca de uma fatia do território inimigo após a vitória ser alcançada. Algumas terras foram prometidas a várias nações, então algumas promessas tiveram que ser quebradas. Isso deixou legados amargos permanentes, especialmente na Itália. Atribuindo a guerra em parte aos tratados secretos, o presidente Wilson pediu em seus Quatorze Pontos por "pactos abertos, alcançados abertamente".

## 1919: Conferência de Paz de Paris e Tratado de Versalhes

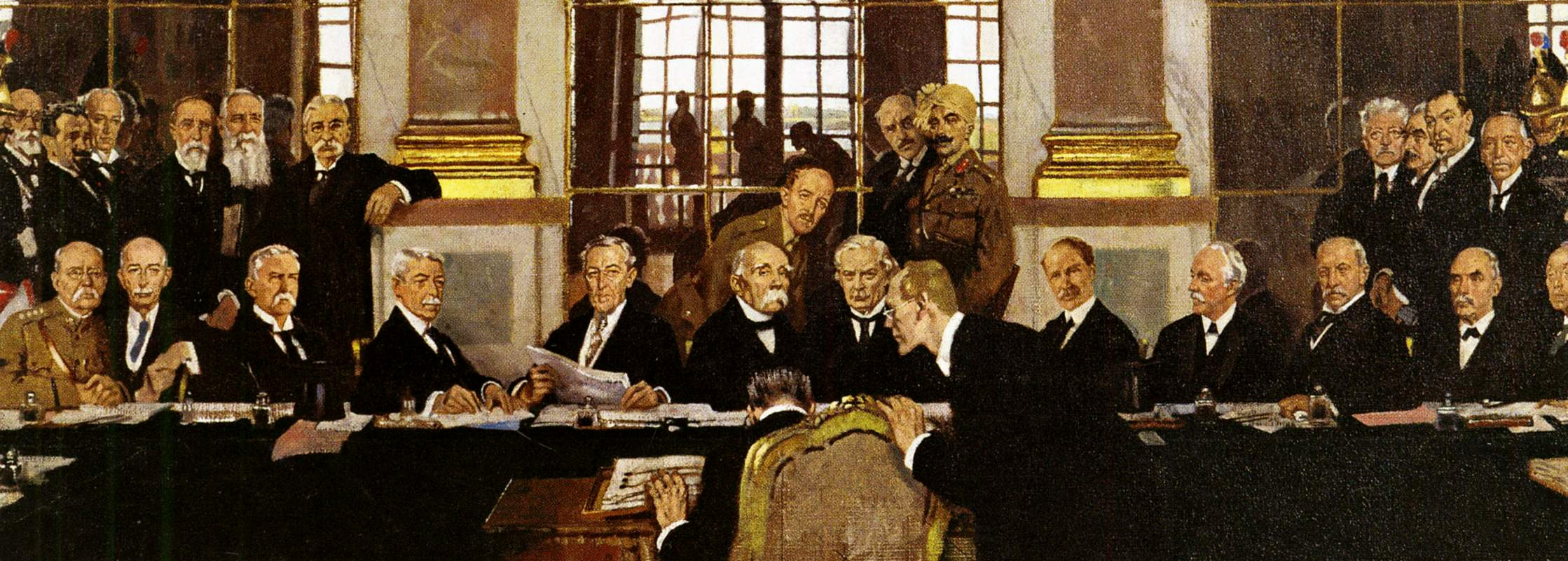
Detalhe da pintura de William Orpen, A Assinatura da Paz, no Salão dos Espelhos, Versalhes, 28 de junho de 1919, mostrando a assinatura do tratado de paz por um oficial alemão de menor importância em frente aos representantes das potências vencedoras.

A guerra mundial foi resolvida pelos vencedores na Conferência de Paz de Paris em 1919. 27 nações enviaram delegações e havia muitos grupos não governamentais, mas as potências derrotadas não foram convidadas.

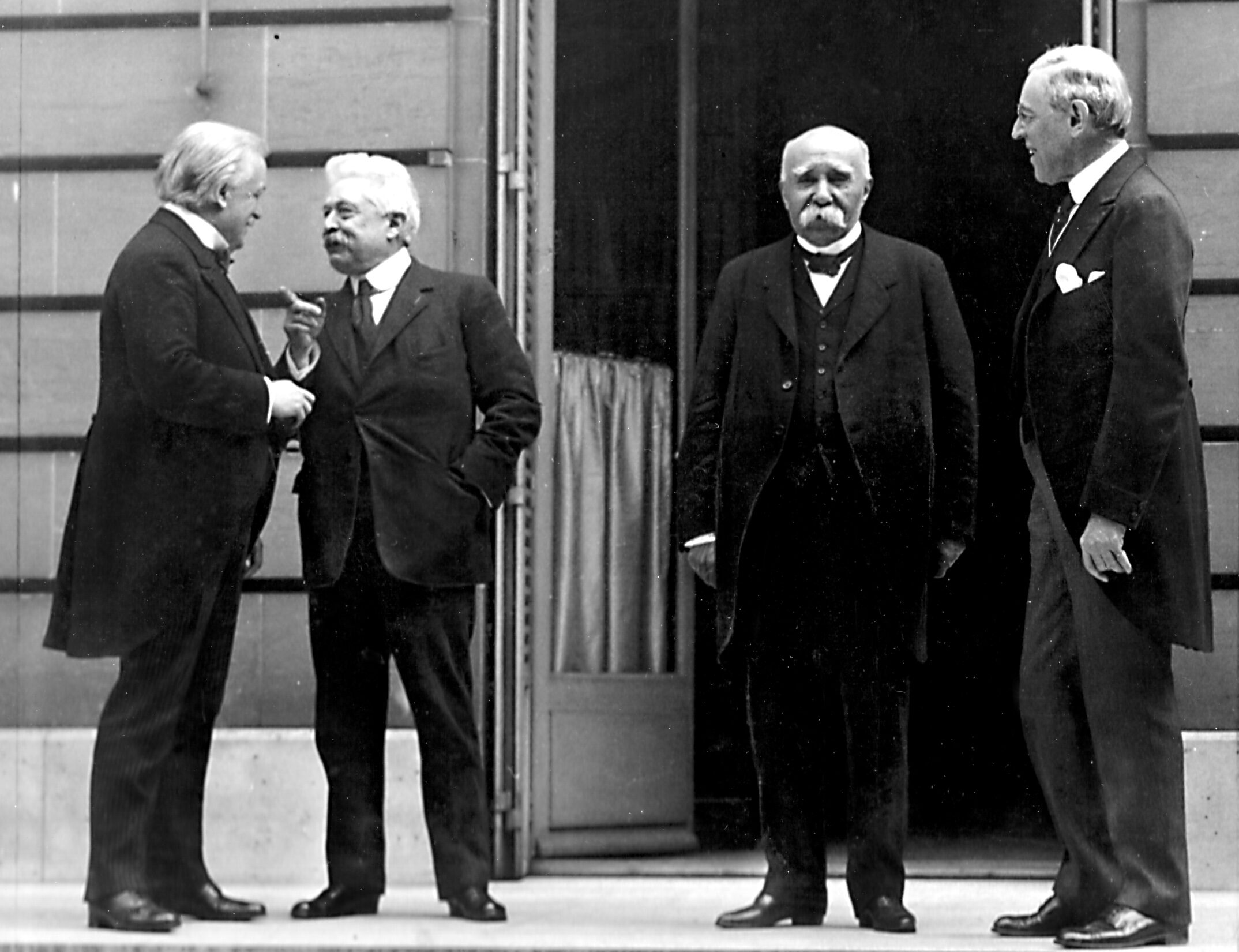
Os "Quatro Grandes" na Conferência de Paz de Paris de 1919: David Lloyd George, Vittorio Emanuele Orlando, Georges Clemenceau e Woodrow Wilson

Os "Quatro Grandes" eram o presidente Woodrow Wilson dos Estados Unidos, o primeiro-ministro David Lloyd George da Grã-Bretanha, Georges Clemenceau da França e o primeiro-ministro italiano Vittorio Orlando. Eles se reuniram informalmente 145 vezes e tomaram todas as decisões importantes, que por sua vez foram ratificadas pelos outros.
As principais decisões foram a criação da Liga das Nações; os cinco tratados de paz com inimigos derrotados (mais notavelmente o Tratado de Versalhes com a Alemanha); pesadas reparações impostas à Alemanha; a concessão de possessões ultramarinas alemãs e otomanas como "mandatos", principalmente à Grã-Bretanha e à França; e o traçado de novas fronteiras nacionais (às vezes com plebiscitos) para melhor refletir as forças do nacionalismo. Na "cláusula de culpa" (seção 231), a guerra foi atribuída à "agressão da Alemanha e seus aliados". A Alemanha pagou apenas uma pequena fração das reparações antes de serem suspensas em 1931.

#### Pesquisas
- Morris, Richard B. and Graham W. Irwin, eds. Harper Encyclopedia of the Modern World: A Concise Reference History from 1760 to the Present (1970) online
- New Cambridge Modern History (13 vol 1957–1979), old but thorough coverage, mostly of Europe; strong on diplomacy
  - Bury, J. P. T. ed. The New Cambridge Modern History: Vol. 10: the Zenith of European Power, 1830–70 (1964) online
    - Craig, Gordon. "The System of Alliances and the Balance of Power." in J.P.T. Bury, ed. The New Cambridge Modern History, Vol. 10: The Zenith of European Power, 1830–70 (1960) pp. 246–73.

  - Crawley, C. W., ed. The New Cambridge Modern History Volume IX War and Peace In An Age of Upheaval 1793–1830 (1965)  online
  - H. C. Darby and H. Fullard The New Cambridge Modern History, Vol. 14: Atlas (1972)
  - Hinsley, F.H., ed. The New Cambridge Modern History, vol. 11, Material Progress and World-Wide Problems 1870–1898 (1979) online
  - Mowat, C. L., ed. The New Cambridge Modern History, Vol. 12: The Shifting Balance of World Forces, 1898–1945 (1968) online
- Abbenhuis, Maartje. An Age of Neutrals: Great Power Politics, 1815–1914 (Cambridge UP, 2014). 297 pp.  On the role of neutrality online review
- Albrecht-Carrié, René. A Diplomatic History of Europe Since the Congress of Vienna (1958), 736 pp; basic survey; online
- Anderson, Frank Maloy, and Amos Shartle Hershey, eds. Handbook for the Diplomatic History of Europe, Asia, and Africa, 1870–1914 (1918), highly detailed summary prepared for use by the American delegation to the Paris peace conference of 1919. full text
- Bartlett, C. J.  Peace, War and the European Powers, 1814–1914 (1996) brief overview 216pp
- Black, Jeremy. A History of Diplomacy (2010); Focus on how diplomats are organized
- Bridge, F. R. & Roger Bullen. The Great Powers and the European States System 1814–1914, 2nd Ed. (2005) online
- Dupuy, R. Ernest and Trevor N. Dupuy. The Harper Encyclopedia of Military History from 3500 B.C. to the Present (1983 and other editions), online
- Evans, Richard J. The Pursuit of Power: Europe 1815–1914 (2016), 934pp.
- Figes, Orlando. The Crimean War: A History (2011) excerpt and text search
- Gildea, Robert. Barricades and Borders: Europe 1800–1914 (Short Oxford History of the Modern World) (3rd ed. 2003) 544 pp excerpt and text search
- Gooch, Brison D. Europe in the nineteenth century: a history (1971).
- Gooch, G.P. History of Modern Europe: 1878–1919 (1923) online
- Haas, Mark L. The Ideological Origins of Great Power Politics, 1789–1989 (Cornell UP, 2005).
- Huber, Valeska. "Pandemics and the politics of difference: rewriting the history of internationalism through nineteenth-century cholera." Journal of Global History 15.3 (2020): 394-407 online.
- Kennedy, Paul. The Rise and Fall of the Great Powers Economic Change and Military Conflict From 1500–2000 (1987), stress on economic and military factors
- Kissinger, Henry. Diplomacy (1995), 940 pp; not a memoir but an interpretive history of international diplomacy since the late 18th century online
- Langer, William L. An Encyclopedia of World History (5th ed. 1973); highly detailed outline of events online
- Langer, William L.  European Alliances and Alignments 1870–1890 (1950); advanced history online
- Langer, William L. The Diplomacy of Imperialism 1890–1902 (1950); advanced history online
- Langer, William L. Political and social upheaval, 1832–1852 (1969) ch 10–14  online
- Mowat, R.B. A history of European diplomacy, 1815–1914 (1922) online
- Nelson, Scott Reynolds. Oceans of Grain: How American Wheat Remade the World (2022) excerpt
- Petrie, Charles. Diplomatic History, 1713–1933 (1946) online; detailed summary
- Ramm, Agatha. Grant and Temperley's Europe in the Nineteenth Century 1789-1905 (7th ed. 2014) excerpt
  - Ramm, Agatha. Europe in the Twentieth Century 1905-1970 (1984) excerpt
- Rich, Norman. Great Power Diplomacy: 1814–1914 (1992), comprehensive survey
- Schroeder, Paul W. The Transformation of European Politics 1763–1848 (1994) 920 pp; advanced history and analysis of major diplomacy
- Schroeder, Paul W. "International Politics, Peace, and War, 1815–1914," in T. C. W. Blanning, ed. The Nineteenth Century: Europe 1789–1914  (Oxford UP Press, 2000)
- Schulz, Matthias. "A Balancing Act: Domestic Pressures and International Systemic Constraints in the Foreign Policies of the Great Powers, 1848–1851." German History 21.3 (2003): 319–346.
- Seaman, L.C.B. From Vienna to Versailles (1955) 216 pp; brief overview of diplomatic history
- Sontag, Raymond. European Diplomatic History: 1871–1932 (1933), basic summary; 425 pp online
- Taylor, A.J.P. The Struggle for Mastery in Europe 1848–1918 (1954) 638pp; advanced history and analysis of major diplomacy; online
- Taylor, A.J.P.  "International Relations" in F.H. Hinsley, ed., The New Cambridge Modern History: XI: Material Progress and World-Wide Problems, 1870–98 (1962): 542–66.
- Upton, Emory. The Armies of Asia and Europe: Embracing Official Reports on the Armies of Japan, China, India, Persia, Italy, Russia, Austria, Germany, France, and England (1878). Online
- Watson, Adam. The Evolution of International Society: A Comparative Historical Analysis  (2nd ed. 2009) excerpt

#### Mapas
- Banks, Arthur. A World Atlas Of Military History 1861–1945 (1988)  pp. 29–94
- Cambridge Modern History Atlas (1912) online. 141 maps
- Catchpole, Brian. Map History of the Modern World (1982) pp. 2–32.
- Haywood, John. Atlas of world history (1997) online
- O'Brian, Patrick K. Atlas of World History (2007) Online
- Rand McNally Atlas of World History (1983), maps #76–81. Published in Britain as the Hamlyn Historical Atlas online
- Robertson, Charles Grant. An historical atlas of modern Europe from 1789 to 1922 with an historical and explanatory text (1922) online
- Taylor, George.  A Sketch-map History of Europe, 1789–1914 (1936) pp. 32–65.

#### Chegada da Primeira Guerra Mundial
- Clark, Christopher. The Sleepwalkers: How Europe Went to War in 1914 (2013) excerpt and text search; also online
- Fay, Sidney B. The Origins of the World War (2 vols. 2nd ed. 1930). online
- Gooch, G.P. History of modern Europe, 1878–1919 (2nd ed. 1956) pp. 386–413.  online, diplomatic history
- Gooch, G.P. Before the war: studies in diplomacy (vol 1 1936) online long chapters on Britain's Landsdowne; France's Théophile Delcassé; Germany's Bernhard von Bülow pp. 187–284; Russia's Alexander Izvolsky 285–365; and Austria' Aehrenthal pp. 366–438.
- Horne, John, ed. A Companion to World War I (2012) 38 topics essays by scholars
- Joll, James & Gordon Martel. The Origins of the First World War, 3rd ed. (2006) online 2000 edition
- Kennedy, Paul M., ed. The War Plans of the Great Powers, 1880–1914 (1979)
- Kramer, Alan. "Recent Historiography of the First World War – Part I", Journal of Modern European History (Feb. 2014) 12#1 pp. 5–27; "Recent Historiography of the First World War (Part II)", (May 2014) 12#2 pp. 155–74
- McDonough, Frank. The Origins of the First and Second World Wars (1997) textbook, 125 pp excerpt
- MacMillan, Margaret. The War That Ended Peace: The Road to 1914 (2013) CSPANJ discussion
- Mulligan, William. "The Trial Continues: New Directions in the Study of the Origins of the First World War." English Historical Review (2014) 129#538 pp: 639–66.
- Neiberg, Michael S. Dance of the Furies: Europe and the Outbreak of World War I (2011), on public opinion
- Spender, J.A. Fifty years of Europe: a study in pre-war documents (1933) covers 1871 to 1914, 438 pp
- Stowell, Ellery Cory. The Diplomacy of the War of 1914 (1915)  728 pp online
- Tucker, Spencer, ed. European Powers in the First World War: An Encyclopedia (1999)